# Caricuao
Caricuao es una de las 22 parroquias que conforman al Municipio Libertador del Distrito Capital de Venezuela. Es a su vez una de las 32 parroquias que integran al área metropolitana de la ciudad de Caracas, localizándose al suroeste de ésta. Su nombre honra al cacique Caricuao.
El área residencial se fundó en 1961 durante el gobierno democrático del Presidente Rómulo Betancourt dentro de los límites de la Parroquia Antímano tras la compra de los actuales terrenos por parte del Estado Venezolano a una hacienda agricultora de café. Para el año 1967 se inauguran las grandes Unidades de Desarrollo (UD's) bajo el gobierno del Presidente Raúl Leoni, pero se establece oficialmente como parroquia autónoma el 8 de abril de 1975 bajo Gaceta Municipal N°14.602 durante la primera presidencia de Carlos Andrés Pérez, siendo un sector completamente planificado en su momento con ayuda del entonces Banco Obrero de Venezuela que proporcionó en su momento enormes facilidades a familias de clases trabajadoras, generalmente migrantes del interior del país y extranjeras asentadas en barriadas populares de la ciudad o simplemente en situación de alquiler, a poder adquirir su primera vivienda de uso familiar (con múltiples habitaciones) a título propio con facilidades de pago como créditos a bajas tasas de interés, largos plazos de pago y subsidios de parte del precio de dichas viviendas. Por ello, Caricuao se constituyó como una nueva zona de la capital poblada casi en su totalidad por familias trabajadoras de la nueva clase media de la ciudad capital con acceso a todos los servicios básicos de la época reflejándose esto en los valores y estilo de vida de sus nuevos vecinos.
La zona cuenta con aproximadamente 20.000 apartamentos distribuidos en 219 edificios residenciales clasificados en 9 Unidades de Desarrollo, siendo así, el desarrollo habitacional público más grande de Venezuela y de toda Latinoamérica al momento de su construcción. Según el Instituto Nacional de Estadística de Venezuela, Caricuao contaba con una población estimada de 138.659 habitantes para el año 2011. Adicionalmente, la parroquia cuenta con más de 40 de instituciones escolares entre prescolares, primarias y secundarias; hecho que la convierte en una de las más importantes a nivel educativo en el suroeste del Distrito Capital.
Además de ser una importante zona residencial en la ciudad, Caricuao es una de las parroquias más verdes de Caracas, por lo cual se le designó en el año 2009 como la primera y hasta el momento única parroquia ecológica de Venezuela, a pesar de estar transitada por el contaminado Río Güaire, no contar con programas de reciclaje modernos a gran escala ni atención institucional de las autoridades para los numerosos animales en situación de abandono ni legislación local especial contra el maltrato animal o daño ambiental intencionado .
La parroquia cuenta con cinco parques de diversa fauna y vegetación, incluyendo al Parque Zoológico de Caricuao, el más importante en extensión de la capital Venezolana.

## Historia

### Época Colonial Española
Los habitantes originarios de la parroquia fueron indígenas de la tribu los Toromaimas, pertenecientes a la familia lingüística Caribe.
Según el historiador Juan Ernesto Montenegro, el primer registro verificable sobre Caricuao se remonta a 1555 cuando el conquistador mestizo Francisco Fajardo, concede la primera encomienda a Juan Jorge Quiñónez como pago de sus servicios al acompañarlo en sus exploraciones. El poblado se funda en las tierras de Macarao, la cual constaba de 32 hectáreas aproximadamente, (estando Caricuao en sus inmediaciones). Por esta razón se le denominaría "El Valle de Juan Jorge" o "Valle de San Jorge". 
En 1567 Diego de Losada sigue la ruta de Fajardo, con la intención de reedificar y refunda formalmente el Valle de San Francisco (Caracas). Según el historiador José de Oviedo y Baños en su libro Historia de la conquista y población de la provincia de Venezuela (1723), al llegar al Valle de Juan Jorge y con apenas "sólo tres leguas siguiendo el río abajo las corrientes del Guaire, no quiso llevar este camino por no exponerse al riesgo de las emboscadas que recelaba (...) y así, cogiendo a mano derecha por los pueblos del Cacique Caricuao, salió a un valle". Siendo esta la única referencia histórica de cacique.
Durante la colonización de Venezuela. En Caricuao, la administración del Reino construyó haciendas para la producción del cacao, el café, la caña de azúcar y las hortalizas. Ya para el siglo XIX, los vestigios indígenas eran inexistentes en la zona.

### SigloXIX
Con la llegada del general Guzmán Blanco al poder a mediados del siglo XIX, ocurren una serie de cambios vertiginosos, uno de ellos es la llegada del ferrocarril que conecta a Caracas con el interior del país. En Antímano y Macarao, se construyen estaciones de dicho ferrocarril. Este hecho, motiva la concentración de personas en las zonas adyacentes a las estaciones y se activa el comercio. Caricuao, que se ubica geográficamente entre las zonas de Antímano y Macarao, empieza a experimentar el primer cambio demográfico en 300 años, debido a la llegada de este medio de transporte. Los extranjeros son atraídos a las fértiles tierras por su ubicación estratégicamente cercana a la vía férrea, que brinda mayor facilidad para transportar los cultivos.

### SigloXX
Al comienzo del siglo XX, en el gobierno del General Juan Vicente Gómez se ensancha la carretera hasta Caricuao, que aún no formaba parte de la ciudad de Caracas, por lo que aún se mantenía la producción agrícola. Durante las primeras tres décadas del siglo XX, Caricuao sigue siendo un lugar de sembradíos, así como, el sitio de veraneo de familias acaudaladas de Caracas como los Palacios, los Ibarra, los Matos y de extranjeros que habían hecho fortuna como los Boulton y los Schlageter.
La Hacienda Caricuao estaba organizada en tres haciendas más pequeñas dentro de una mayor o una "Supra-Hacienda" incluía: la Hacienda Santa Cruz (hoy Parque Zoológico, UD5, UD4, UD6); la Hacienda La Elvira (hoy UD1, UD2, UD7, UV9, barrios La Fe, barrio Andrés Eloy Blanco y las Casitas en Terrazas);  y la Hacienda Tejerías (hoy UD3 y CC2), pertenecientes a las familias Ibarra, Palacios y Matos, son vendidas al Estado desde 1946 a través del Banco Obrero dentro sus programas de políticas de viviendas. Se empieza así a planificar la urbanización de Caricuao desde la época del Presidente Marcos Pérez Jiménez a mediados de la década de los años 1950, pero finalmente ejecutada en el marco del proyecto estatal “Gran Urbanización de Venezuela” una vez establecido el gobierno democrático del Presidente Rómulo Betancourt, que buscó continuar sobre todo los proyectos habitacionales de la presidencia para así darle respuesta a la migración del campo hacia las ciudades que no tienen la capacidad infraestructural, para soportar el acelerado aumento demográfico.
El desarrollo del Proyecto "Gran Urbanización de Venezuela" consistía en una Urbanización residencial (unifamiliar y multifamiliar) con una pequeña zona industrial y comercial, pero con una amplia zona de reserva del gobierno, así como también las zonas militares y zonas verdes circundantes. Este proyecto incluía de manera importante la protección de las áreas verdes que bordeaba a todo el conjunto, dicho proyecto no cristalizó. Después de este primer proyecto, aparece un segundo proyecto denominado "Urbanización Terrazas de Caricuao" cuyo plan consistía en un desarrollo habitacional de baja densidad, localizado a las faldas de la montaña, estas terrazas se construyen en 1961, siendo el primer desarrollo habitacional de la zona. El 25 de julio de 1967 el terremoto ocurrido en Caracas demostró que la arquitectura de los primeros edificios construidos en Caricuao, aun siendo de carácter experimental, podrían soportar ciertas magnitudes de temblores.

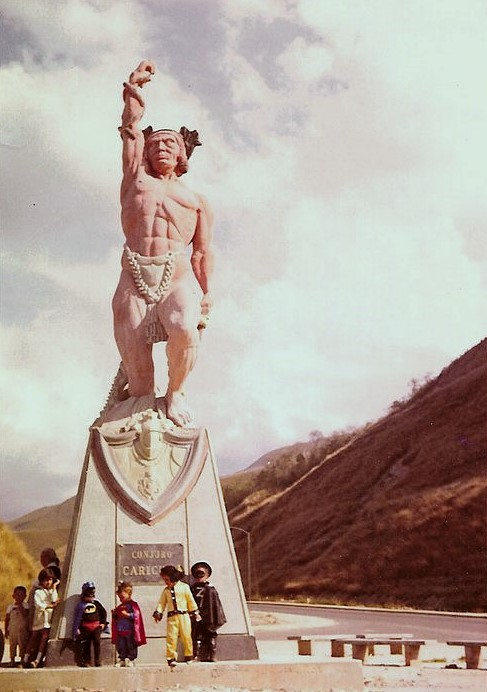
Estatua del Indio Caricuao

La construcción de la Autopista Francisco Fajardo (única entrada y salida vehicular de la parroquia) fue acercando a Caricuao cada vez más a la ciudad de Caracas y para el 8 de abril de 1975, se decreta la conformación de Caricuao como parroquia del área metropolitana. Hasta ese momento el territorio de Caricuao estaba dividido y sus sectores se repartían entre las parroquias Antímano, La Vega y Macarao. A partir de la mencionada fecha de oficialización como parroquia, se le asigna una superficie 24.8 km² con cuatro parques: Parque Ruiz Pineda, Parque Vicente Emilio Sojo, Zoológico de Caricuao y Parque Universal de La Paz.  
Sin embargo, es en la década de los 80 cuando Caricuao entra en un ciclo de desarrollo en su calidad de vida con la construcción de la Línea 2 del sistema Metro de Caracas para el año 1987, contando ahora con varios medios de transporte masivo con el resto de la ciudad. Es a raíz de la instauración de las estaciones Ruiz Pineda, Caricuao y Zoológico cuando el paisaje geográfico de Caricuao cambia drásticamente y a partir de este momento se inicia la construcción de centros comerciales, farmacias, supermercados, bancos, centros médicos privados, gimnasios, librerías y todo tipo de tiendas que cambian el paisaje de un Caricuao rural a un Caricuao completamente urbano sin dejar atrás la gran cantidad de zonas verdes montañosas que caracterizan la zona y que terminan de integrar esta parroquia a la zona metropolitana de la Gran Caracas.
.

### SigloXXI
A lo largo de los años 2000's la inexistencia de liderazgo de una autoridad local y una extrema concentración política de la alcaldía hacia el norte del Municipio Libertador (centro histórico de Caracas),  fue llevando paulatinamente al descuido de la parroquia respecto a su calidad de vida y desarrollo desde finales de los años 1990's: Deficiencia de las tuberías de agua potable, canalización de aguas negras, recolección de desechos y creciente inseguridad personal son problemas cotidianos de sus ciudadanos.
El 8 de septiembre de 2009 y a pesar de no contar con programas de reciclaje modernos ni atención institucional de las autoridades para animales en situación de abandono en las calles y ser transitada por el Río Güaire altamente contaminado, Caricuao fue nombrada como la primera y -hasta el momento- única parroquia ecológica de Venezuela gracias a su gran cantidad de zonas verdes, así como a los cuatro parques nacionales en su territorio.

## Desarrollo urbanístico

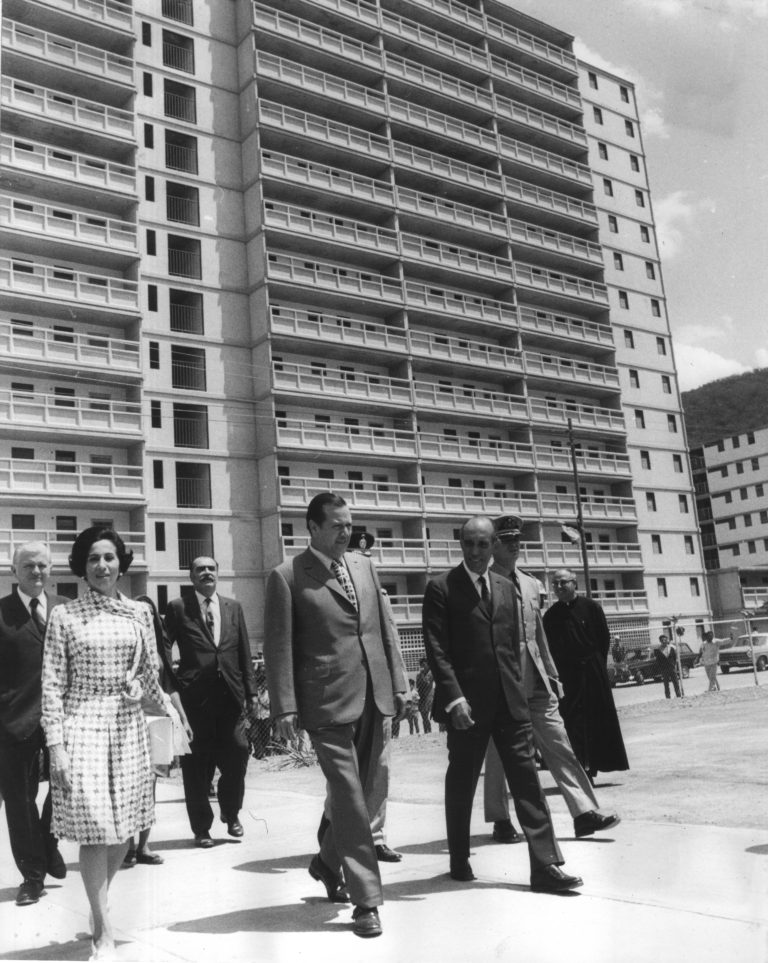
Presidente Rafael Caldera inaugura residencias en la UD-3 de Caricuao el 31 de marzo de 1970

A mediados del siglo XX, el primer proyecto planificado en Caricuao fue la Urbanización Terrazas de Caricuao durante el gobierno provisional del contralmirante Wolfgang Larrazabal, posterior a la caída de la dictadura de Pérez Jiménez. La construcción de dichas terrazas fue ejecutada en el año 1961, posteriormente a esto, la construcción de los edificios fue llevada a cabo por la contratista Estambul Rojas, bajo la coordinación del Banco Obrero, luego Instituto Nacional de la Vivienda (INAVI).
Los proyectos urbanísticos dirigidos por el INAVI se iniciaron en 1962, durante el gobierno de Rómulo Betancourt con la construcción del llamado "Bloque Experimental", este primer edificio dio origen a lo que sería una de las transformaciones espaciales de carácter urbano más drásticas jamás vistas en el país. 
Las principales zonas de la parroquia, son las urbanizaciones Caricuao, La Hacienda y Ruiz Pineda, estas a su vez se dividen en urbanizaciones que llevan el nombre de Unidades de Desarrollo, mejor conocidas como UD (UD1, UD2, UD3, UD4, UD5, UD6 y UD7) y Unidades Vecinales (UV-9). 
Las urbanizaciones UV-9, UD-2 y Ruiz Pineda (UD-7), fueron construidas durante el gobierno de Raúl Leoni (1964-1969). Posteriormente, durante la gestión presidencial del Rafael Caldera (1969-1974) se termina de conformar la que es en la actualidad una de las parroquias más grandes de Caracas y es además, donde se edifican las urbanizaciones, UD-3, José Antonio Páez (UD-4), UD-5 y UD-6.
Estas urbanizaciones fueron construidas para satisfacer todas las necesidades básicas de sus residentes, albergando parques, plazas, canchas deportivas, iglesias, colegios públicos y privados, polideportivos, supermercados y pequeños centros comerciales.  Además de las Unidades de Desarrollo, en el año 1972 se inauguró la urbanización García Carballo que se denominó Unidad en Pendiente Tres, conocida con sus siglas UP-3 que cuenta con 2 edificios pequeños y 754 casas planificadas. Al paso de los años los terrenos alrededor de la UP3 fueron invadidos, creando así un nuevo sector con numerosas viviendas no planificadas conocido como "Barrio el Onoto".
Con la construcción de la línea 2 del Metro de Caracas, se decidió construir un Bulevar público de 2.500 metros de longitud que recorre la parroquia a lo largo de la Avenida Principal de Caricuao, desde la UD3 hasta la entrada de la parroquia en la Autopista Francisco Fajardo. Por otra parte, el Parque Zoológico Caricuao ocupa un área de 630 hectáreas, de las cuales 594 están destinadas a la protección de la fauna y la flora. Dicho zoológico es el más grande de la ciudad de Caracas y por lo tanto el principal centro de atracción turística de la parroquia.

## Geografía
La Parroquia Caricuao se localiza en el Suroeste de la ciudad de Caracas y es una de las 22 que conforman al Municipio Libertador, el cual a su vez es el único municipio que conforma al Distrito Capital de Venezuela.
Respecto a su extensión, Caricuao posee una superficie estimada de 2480 hectáreas, equivalentes a 24,8 kilómetros cuadrados.

### Límites
Respecto a su contexto geográfico dentro del Distrito Capital, Caricuao cuenta con los siguientes límites territoriales:
- Norte: Limita con la Parroquia Antímano y la Parroquia El Junquito.
- Sur: Limita con la Parroquia Macarao y con el Municipio Los Salias (ciudad San Antonio de los Altos) del Estado Miranda.
- Este: Limita con la Parroquia Coche y al Sureste parte del Municipio Los Salias (Miranda). 
- Oeste: Limita con la Parroquia Macarao.

### Zonas y Unidades de Desarrollo (UD's)

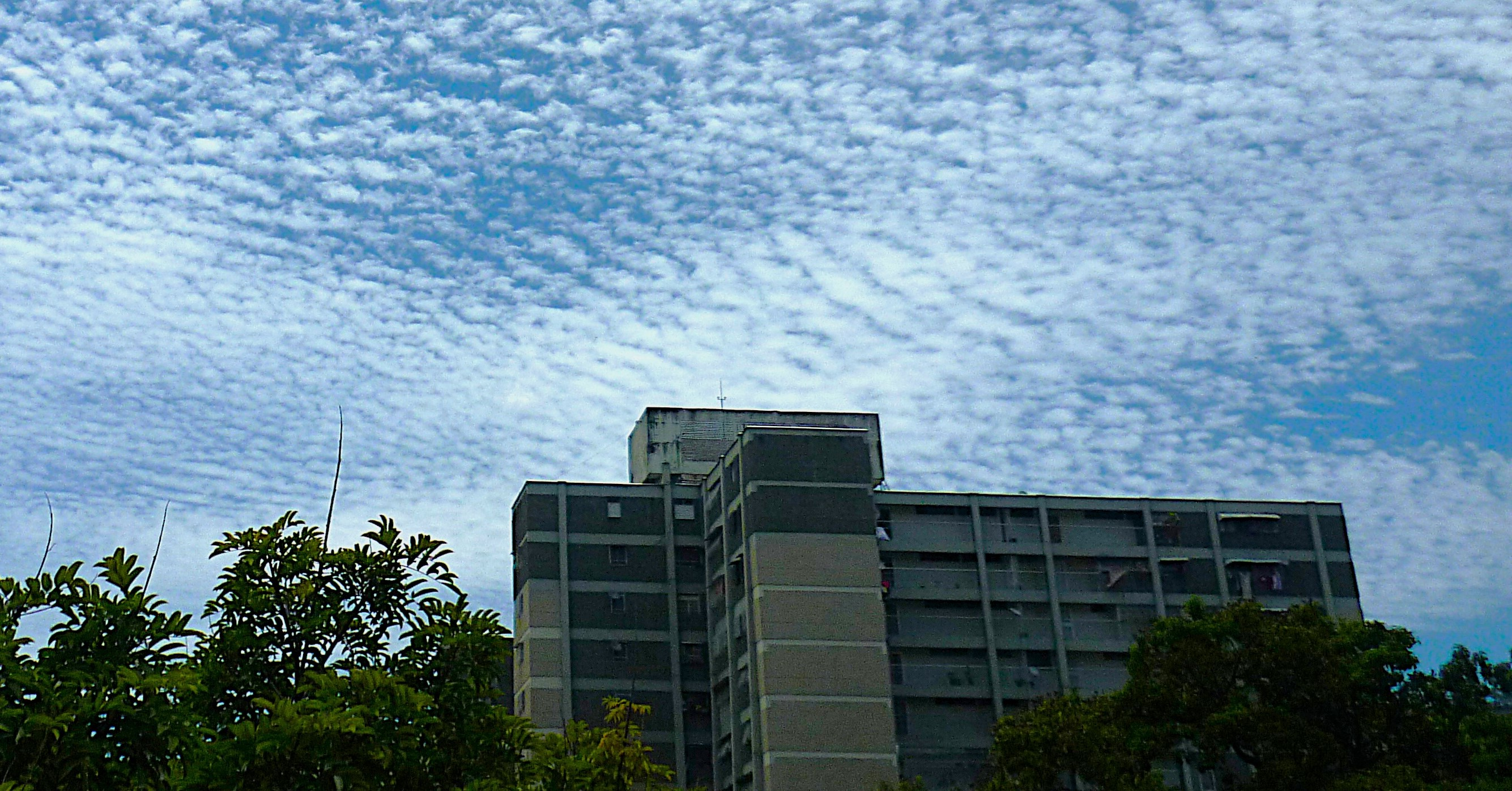
UD-7, Caricuao

• Urbanización Ruiz Pineda (UD-7): Consta de 16 edificios con 3.048 apartamentos.
• Unidad Vecinal 9 (UV-9): Ubicada en la urbanización Ruiz Pineda, cuenta con un total de 22 edificios, con 1.046 apartamentos.
• San Pablito: Ubicada en la ladera Norte del río Güaire en su tránsito por Caricuao, frente a la UD-7, consta de una zona montañosa poblada por viviendas no planificadas.
• Telares de Palo Grande: Se trata de un sector de casas no planificadas que se fueron construyendo de manera progresiva alrededor de la zona industrial de Caricuao, localizada al Oeste de la zona, cuyo punto de referencia más relevante han sido las instalaciones de la fábrica textil Telares de Palo Grande C.A.

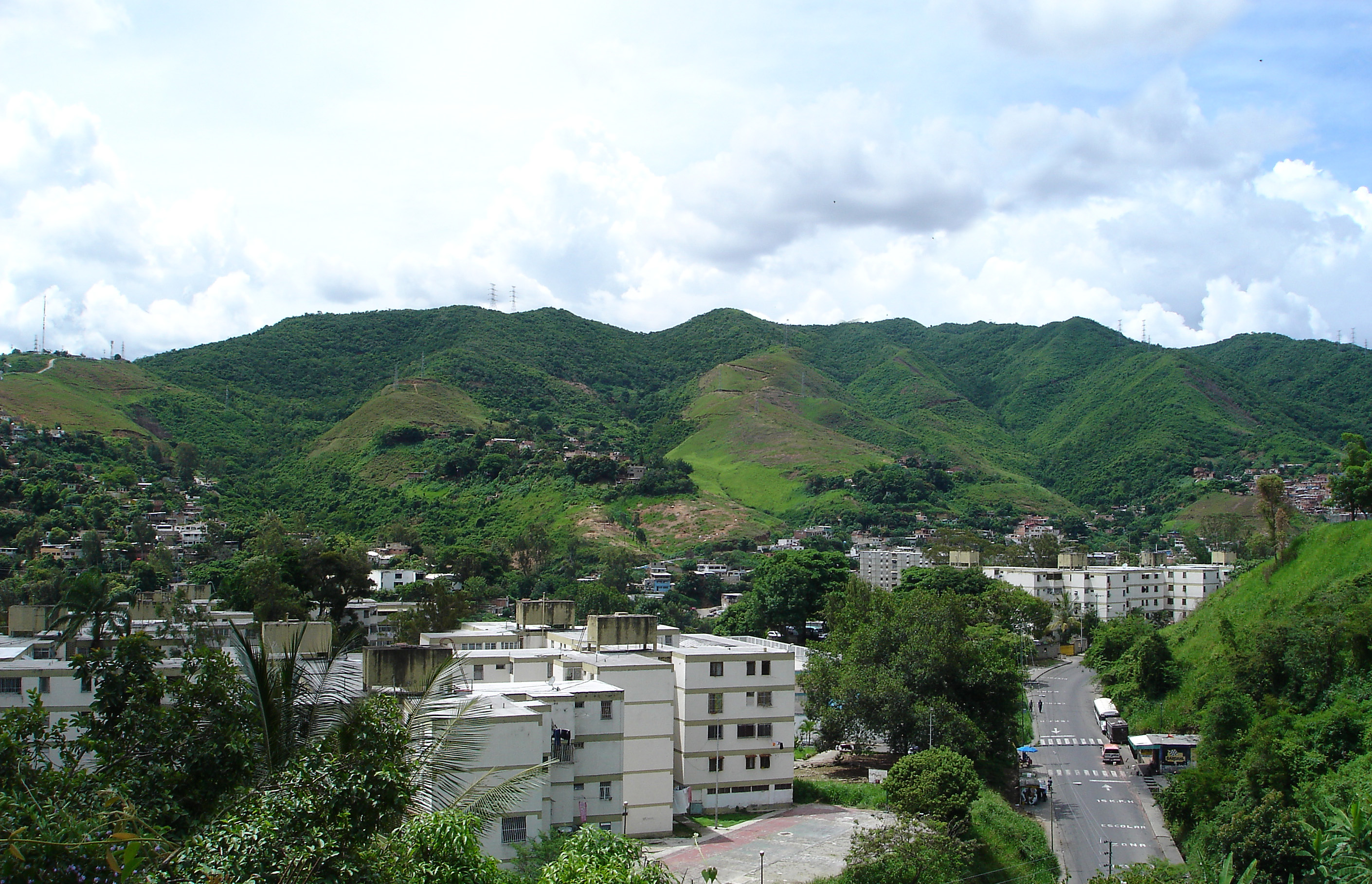
Urbanización UD-2 de Caricuao

• Urbanización UD-1: Consta de un total de 672 apartamentos distribuidos en 9 edificios.
• Urbanización UD-2: Conformada originalmente por 28 edificios, por motivos de la construcción de la Línea 2 del Metro de Caracas, fueron desalojados los edificios 14 y 15 por lo que quedaron 26 edificios con una totalidad de 1.776 apartamentos.
• Bloque Experimental: Primer edificio de la actual parroquia, construido en el año 1962 en uno de los accesos a la urbanización Terrazas de Caricuao, cuenta con 80 apartamentos.
• Urbanización Andrés Eloy Blanco: Ubicada en la UD-2 de Caricuao, cuenta con 4 edificios prefabricados con 352 apartamentos.
Urbanización Terrazas de Caricuao: Al momento de su inauguración, en el año 1961, constaba de 494 casas para atender a una población de 2.922 personas, construidas en terrazas y dividida en tres sectores conocidos como Zona «A», Zona «B» Central y Zona «B» Lateral.

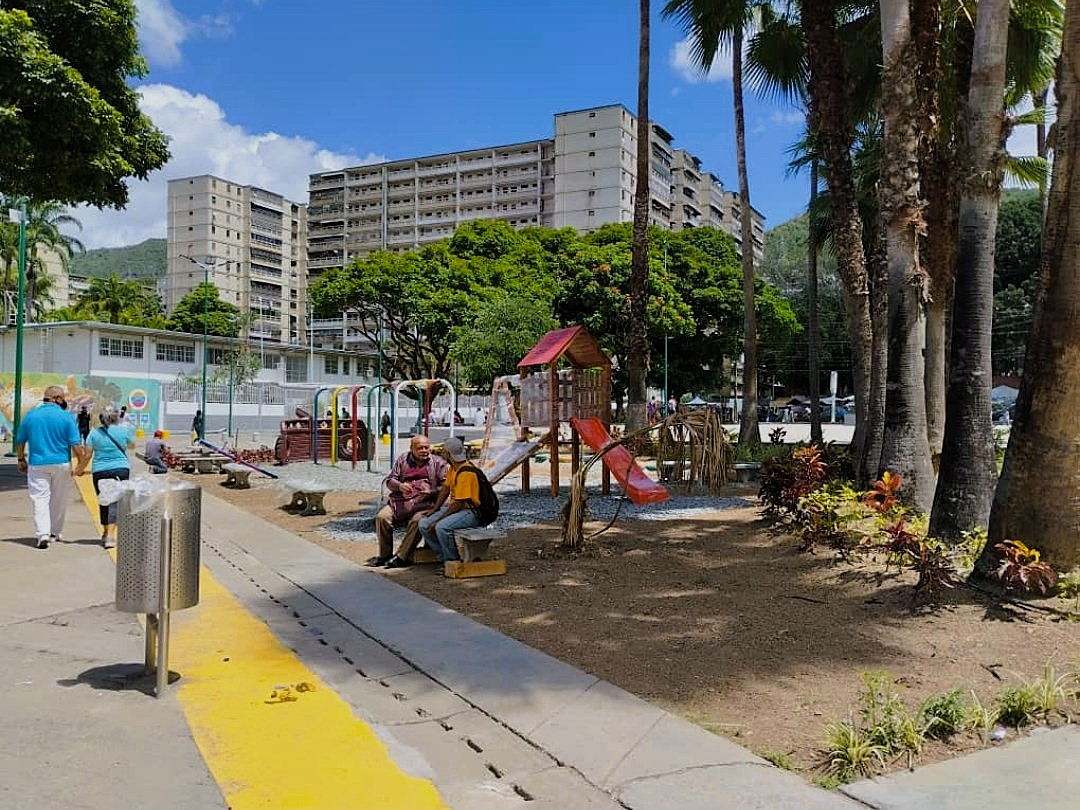
UD-3, Caricuao

• Urbanización UD-3: Cuenta con 20 edificios en los cuales se distribuyen 2.729 apartamentos y en él se ubica el principal núcleo comercial de la zona Este de Caricuao, contando con el Parque Zoológico Caricuao, el Centro Comercial Ciudad Caricuao (el segundo más grande de la zona), diversos mercadillos agrícolas y artesanales, la plaza más grande y transitada de toda la zona (Plaza de las Misiones), así como la icónica Plaza Bolívar del distrito y el Parque Nuevas Generaciones Urbanas (Skatepark) que da inicio al Bulevar de Caricuao. Esta zona cuenta también con la estación terminal Zoológico de la Línea 2 del Metro de Caracas y funciona como un núcleo de conexión de transportes debido a sus respectivas combinaciones con el sistema Metrobús y cooperativas particulares de transportistas hacia las zonas de UD-4 y UD-5.
• Urbanización José Antonio Páez (UD-4): Unidad de Desarrollo dividida en 12 conjuntos residenciales, cada conjunto lleva el nombre de una de las batallas donde participó el general José Antonio Páez. Consta de 62 edificios en los que se distribuyen 5.508 apartamentos, a pesar de que su proyecto inicial estipulaba 3.079.  Entre sus conjuntos residenciales se pueden mencionar: Canagua, León de Payara, Mata de La Miel, Hato del Yagual, Queseras del Medio, Vuelvan Caras, Carabobo, Guasdualito, Bravos de Apure, Arauca, Curpa y Mucuritas.
• Urbanización UD-5: Inaugurada en marzo de 1969, cuenta con 2.910 apartamentos en 39 edificios. Esta Unidad de Desarrollo es la última en términos geográficos dentro de la zona Este de Caricuao, ya que las vías de transporte y aceras peatonales de Caricuao terminan en esta zona, limitando con zonas verdes protegidas de montaña y colindando con otras parroquias del Distrito Capital como Coche o La Vega y con Estado Miranda, con los cuales no se tiene acceso urbano ni de transporte. 

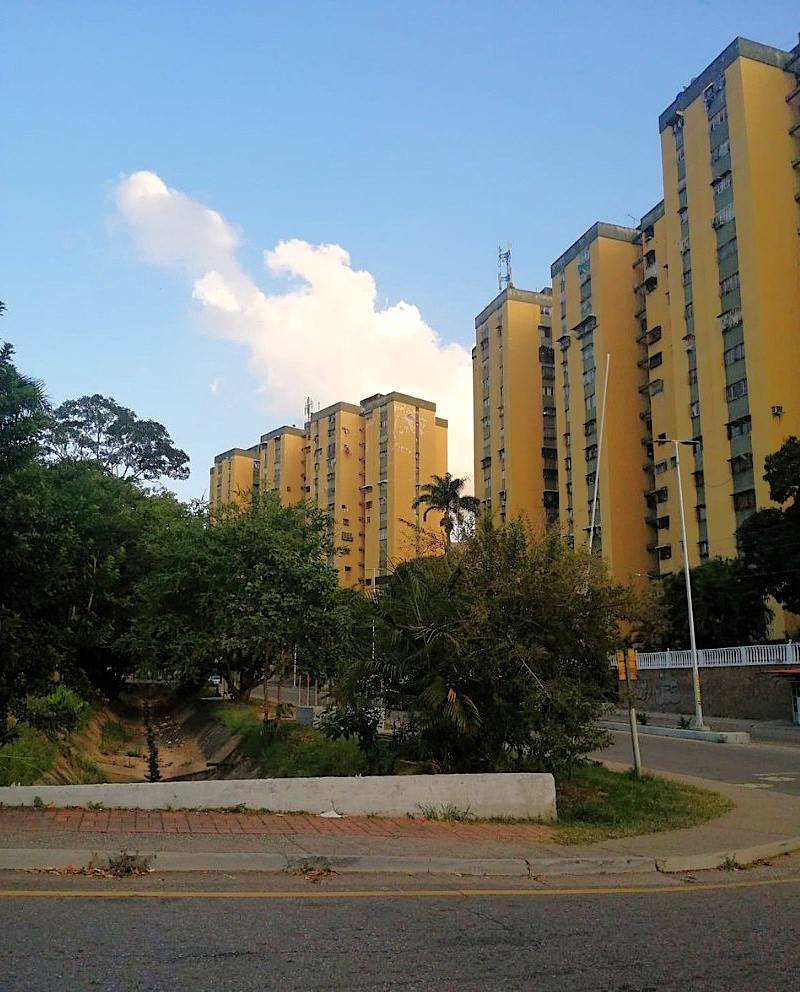
UD-5, Caricuao

• Urbanización UD-6: Unidad de Desarrollo fundada el 27 de mayo de 1970. Consta de 7 edificios en los cuales se distribuyen 793 apartamentos, divididos en 4 sectores: Sector "A" 132 apartamentos, Sector "B" 152 apartamentos, Sector "C" 375 apartamentos, Sector "D" 114 apartamentos.
• Sector UP3 (Urbanización Rafael García Carballo): Unidad en Pendiente, cuenta con 754 casas planificadas y 2 edificios pequeños para una población aproximada de 4.524 habitantes.
• Urbanización CC-2: Conformada por 6 edificios, fundados el 28 de septiembre de 1972 con un total de 524 apartamentos.
• Residencias Covimetro: Conjunto Residencial conformado por 4 torres prefabricadas con 74 apartamentos, se ubica en la Avenida Principal de Caricuao. Su construcción fue realizada por la C.A. Metro de Caracas, tras la demolición de los edificios 14 y 15 de la UD-2 para dar paso a las vías de la Línea 2 del Metro de Caracas.

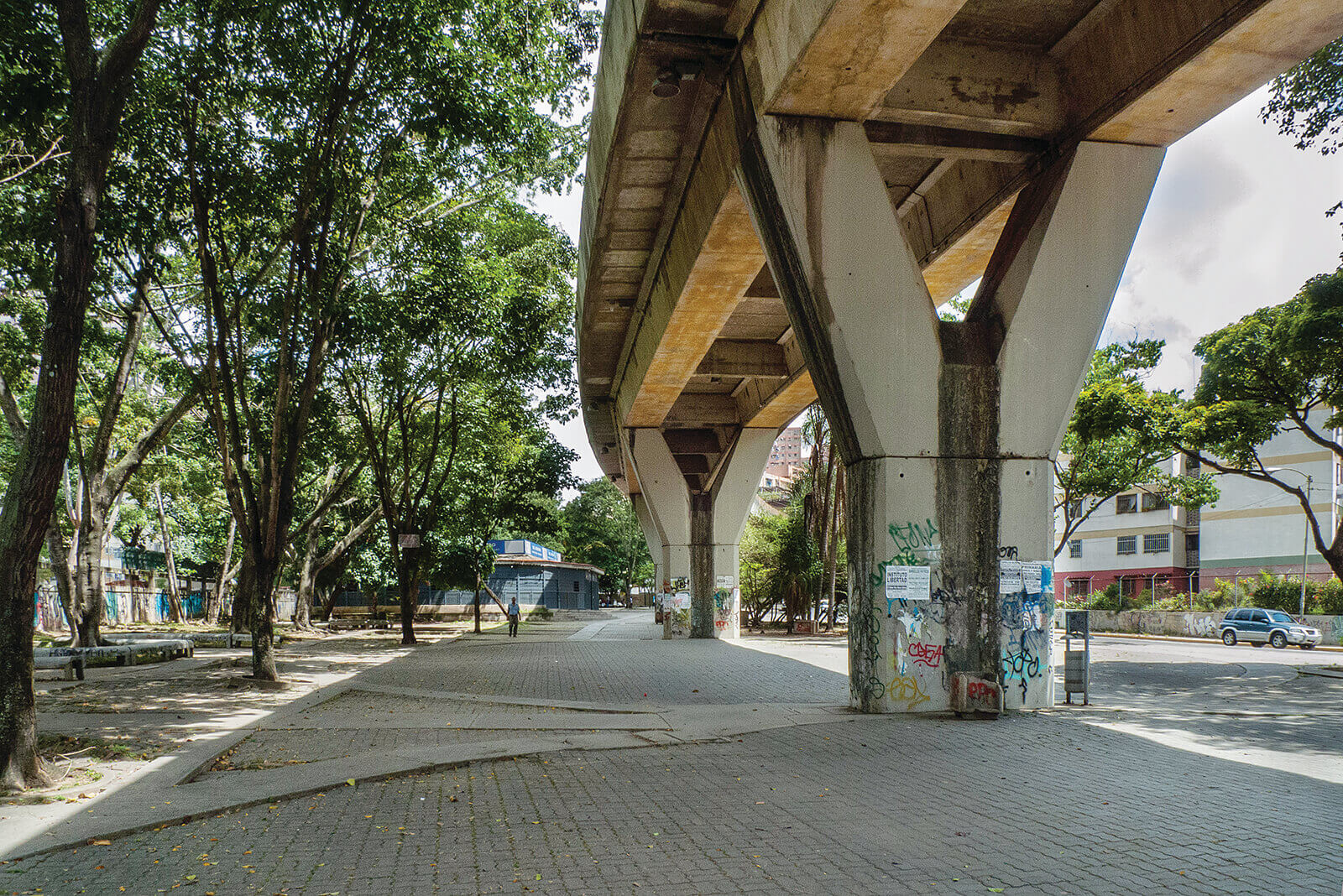
Bulevar UD-2 y puente del Metro

• Bulevar de Caricuao: Con la construcción de las últimas estaciones de la Línea 2 del Metro de Caracas, fueron expropiados algunos edificios de la UD-2 y terrenos privados adyacentes, por lo cual se procede a crear las nuevas Residencias Covimetro en la UD-2 y posteriormente para facilitar la peatonalidad de todo el sector que se vería impactado por un enorme puente de hormigón que llevaría los rieles superficiales del nuevo medio de transporte, se decide crear toda una obra de urbanismo de gran envergadura que incluiría el Bulevar de Caricuao, acompañando con amplitud los pilares base de la mencionada estructura de transporte así como albergando debajo la canalización subterránea del principal afluente de Caricuao con desembocadura en el río Güaire. 
Con el tiempo se convertiría en la principal zona de paseo y esparcimiento de Caricuao en conjunto con su zoológico, siendo referencia de encuentro social para los habitantes de la zona ya que contaba con asientos, quioscos, otros establecimientos comerciales, centros culturales, entre otros.

## Demografía
Caricuao es la tercera parroquia con mayor población de todo el Municipio Libertador (que a su vez único municipio del Distrito Capital de Venezuela). En este contexto, queda evidenciada la gran importancia que tiene esta parroquia a nivel político-territorial de la capital del país y también respecto a demanda laboral, infraestructura, y demás servicios tanto públicos como privados.
| #  | Parroquia      | Superficie (km²) | Población (hab.) | Densidad (hab./km²) |
| -- | -------------- | ---------------- | ---------------- | ------------------- |
| 1  | Sucre          | 58,3             | 612.255          | 6.846,50            |
| 2  | El Valle       | 31,1             | 261.117          | 4.958,80            |
| 3  | Caricuao       | 24,8             | 248.200          | 6.902,10            |
| 4  | La Vega        | 12,9             | 219.206          | 11.362,40           |
| 5  | El Recreo      | 18,1             | 214.500          | 5.936,90            |
| 6  | Antímano       | 29,5             | 214.437          | 5.279,90            |
| 7  | El Paraíso     | 10,4             | 198.830          | 11.298,10           |
| 8  | Santa Rosalía  | 6,1              | 190.282          | 19.524,80           |
| 9  | San Juan       | 3,8              | 177.947          | 26.517,60           |
| 10 | La Pastora     | 7,6              | 149.980          | 11.833,70           |
| 11 | 23 de enero    | 2,5              | 148.990          | 33.792,40           |
| 12 | San Pedro      | 6,7              | 122.000          | 9.373,40            |
| 13 | La Candelaria  | 1,2              | 111.088          | 53.544,20           |
| 14 | Coche          | 13               | 109.830          | 4.510,60            |
| 15 | Macarao        | 131,4            | 100.217          | 388,5               |
| 16 | El Junquito    | 56               | 93.800           | 842,3               |
| 17 | San Agustín    | 1,7              | 83.200           | 27.929,40           |
| 18 | Altagracia     | 3,7              | 67.700           | 11.095,70           |
| 19 | San José       | 2,6              | 66.982           | 14.823,10           |
| 20 | San Bernardino | 9,9              | 59.621           | 2.641,80            |
| 21 | Santa Teresa   | 0,8              | 45.000           | 25.467,50           |
| 22 | Catedral       | 1,0              | 28.777           | 5.539,00            |
| *  | Total          | 433,1            | 3.523.959        | 8.136,6             |

## Transporte

### Metro de Caracas en Caricuao

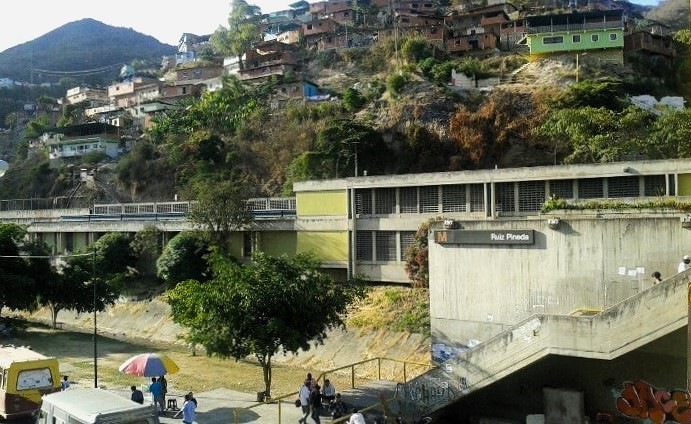
Estación de Metro Ruiz Pineda

#### Línea 2
Para el año 1987, se realiza la inauguración de un importante tramo de la Línea 2 del Metro de Caracas destinado a integrarse con la Línea 1 que para ese entonces recorría el casco histórico en el valle de la ciudad de Caracas. Este tramo se extendía desde la estación La Paz, hasta la bifurcación de las terminales Zoológico (parroquia Caricuao) y Las Adjunta (parroquia Macarao). En este sentido, la parroquia cuenta con las siguientes tres estaciones:
• Estación Ruiz Pineda: Se localiza al noroeste de la parroquia, alrededor del sector homónimo de la parroquia, en el área de la montaña San Pablito. Esta línea continúa hasta la estación terminal Las Adjuntas de la parroquia Macarao y que conecta a la ciudad de Los Teques, capital del estado Miranda, con la ciudad de Caracas.

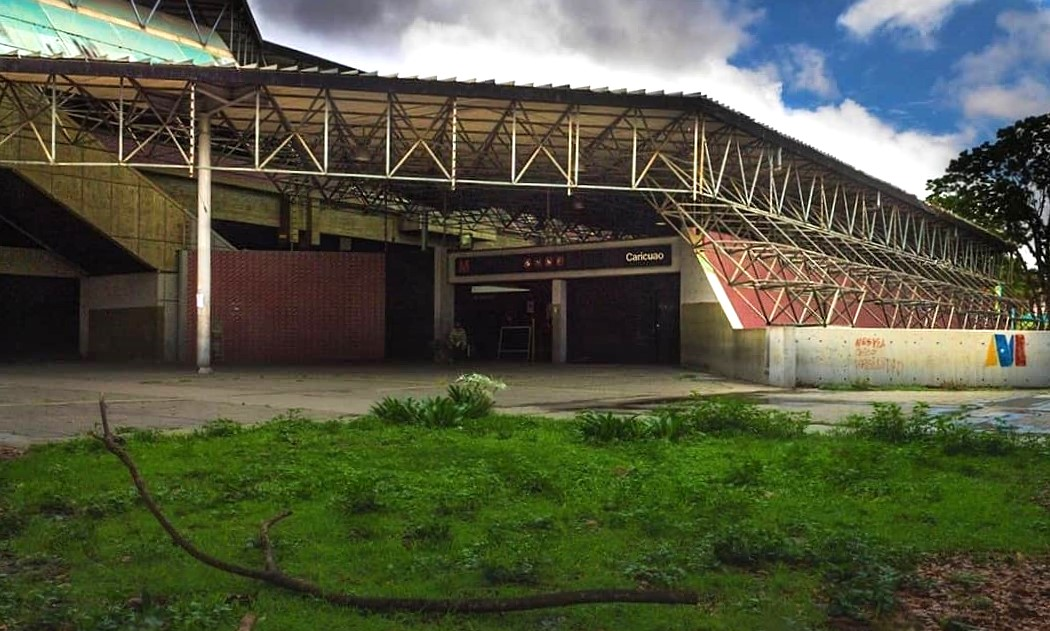
Estación de Metro Caricuao

• Estación Caricuao: Se localiza en el centro de la parroquia, específicamente en el sector de la UD-2, en plena Avenida Principal de Caricuao. Al igual que las demás estaciones del distrito, ésta es de construcción superficial, conectada por un largo puente con la estación Zoológico y la estación Mamera y desemboca directamente en medio de la Bulevar de Caricuao. 

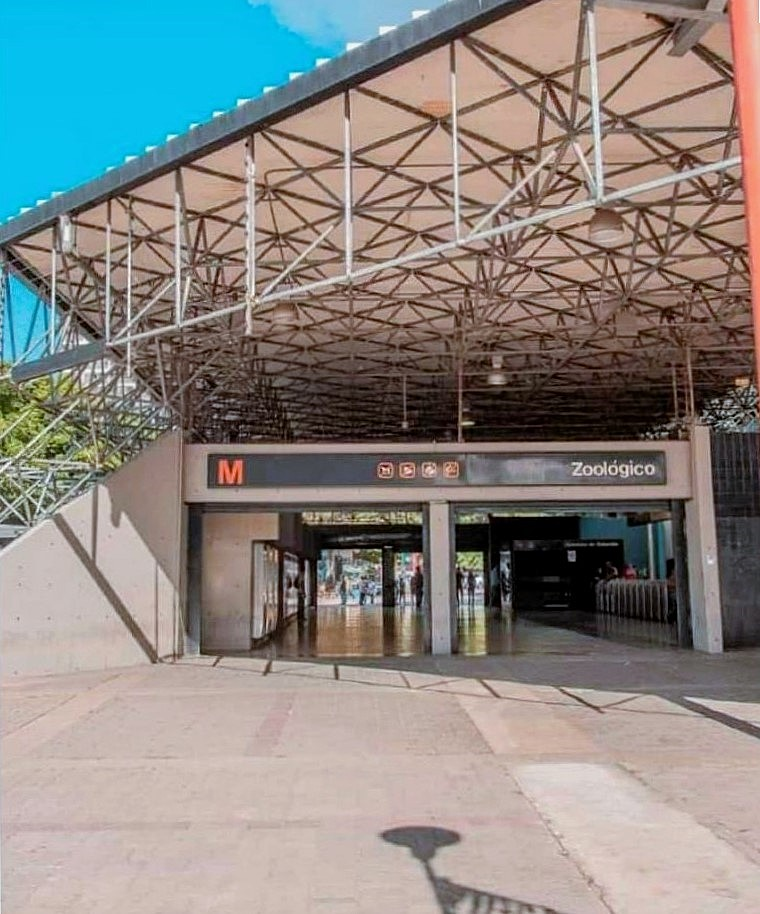
Estación de Metro Zoológico

• Estación Zoológico: Se localiza al Este de la parroquia, en el sector UD-3 y frente a la entrada al sector UD-4, desembocando a la Plaza de las Misiones y frente al Centro Comercial Ciudad Caricuao, donde termina del Bulevar de la zona dando paso al Parque Zoológico que se encuentra a pocos metros de distancia. Se caracterizó en los años 2000's por tener buena conexión con las paradas del Sistema Metrobús que permiten el acceso a la mencionada UD-4, zona altamente montañosa.

Desde el año 2018 la calidad del servicio en términos de frecuencia de vagones, aseo, funcionabilidad de torniquetes y escaleras mecánicas se ha visto seriamente deteriorado llevando a muchos ciudadanos de la parroquia se han visto forzados a cambiar de este medio, que era el más usado para transportarse al resto de la ciudad, a otros como el transporte terrestre de particulares. Esto debido a la muy ineficiente gestión del Metro de Caracas como empresa administrada por el Estado.

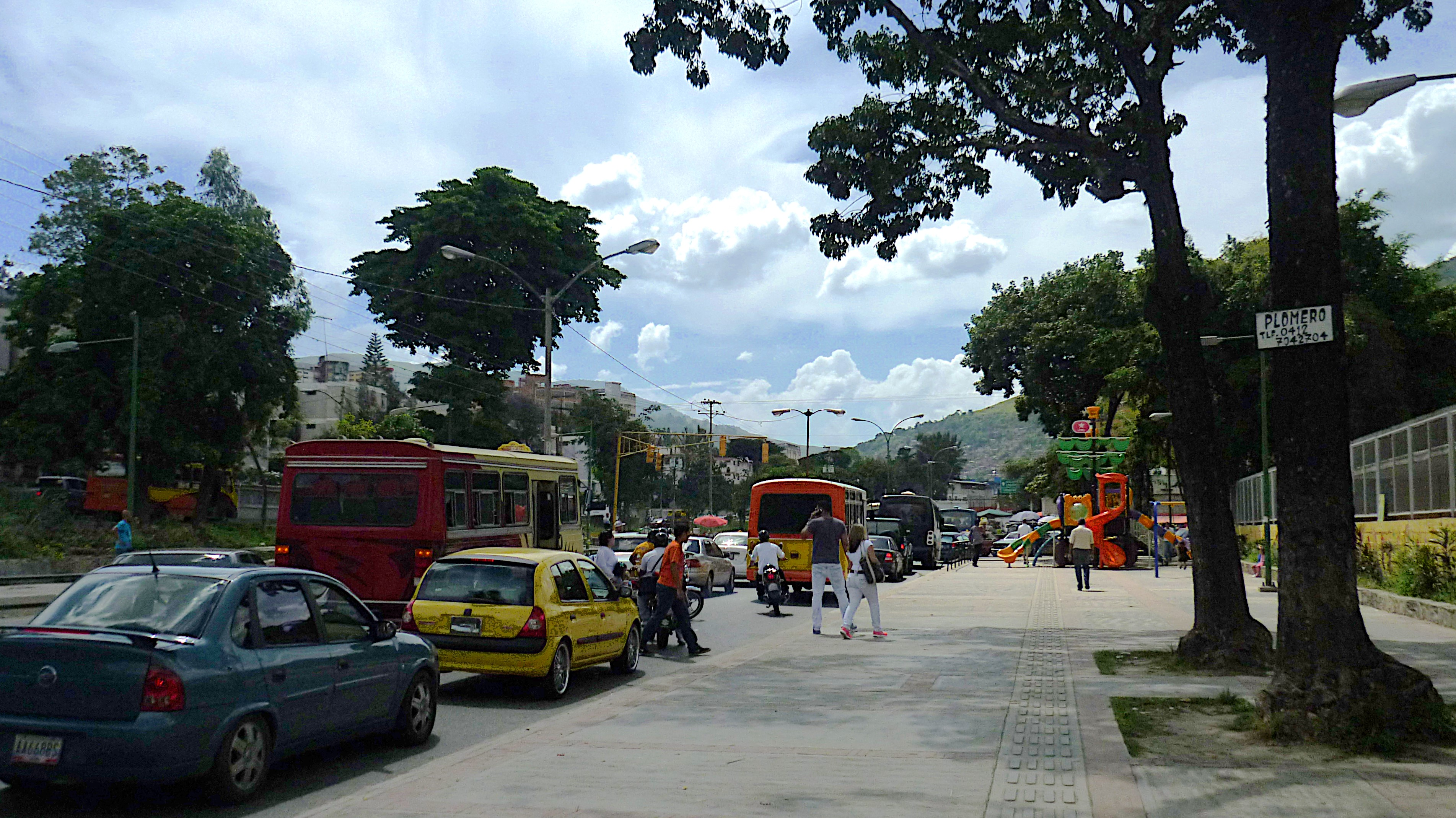
Paseo de Ruiz Pineda, UD-7

### Transporte Terrestre
A lo largo de los años 2000's Caricuao cuenta con numerosas Asociaciones de Transportistas que bajo cooperativas independientes prestaban su servicio a la comunidad, sin paradas establecidas, generalmente bajo acuerdo con las autoridades nacionales sobre el precio del pasaje. Los tipos de vehículos más utilizados suelen ser camionetas de pasajeros independientes, vehículos tipo Jeep para las zonas montañosas poco urbanizadas y líneas de taxis del sector. Cabe destacar el importante servicio que presta el Sistema Metrobús de calidad y seguridad y que cuenta con rutas en la UD-5, UD-4 y la UD-7.   

## Sistema Sanitario
Caricuao cuenta con dos principales centros de salud a lo largo de su área principal, así como con diversos módulos sanitaros de la Misión Barrio Adentro de atención primaria integral en zonas de difícil acceso o en las inmediaciones de áreas. Dichas instalaciones sanitarias han brindado servicio de manera gratuita a todos los ciudadanos desde la creación de cada uno, remontándose a los años 1960s con la inauguración del Materno Infantil, el centro sanitario más antiguo de Caricuao.

### Centros de Salud

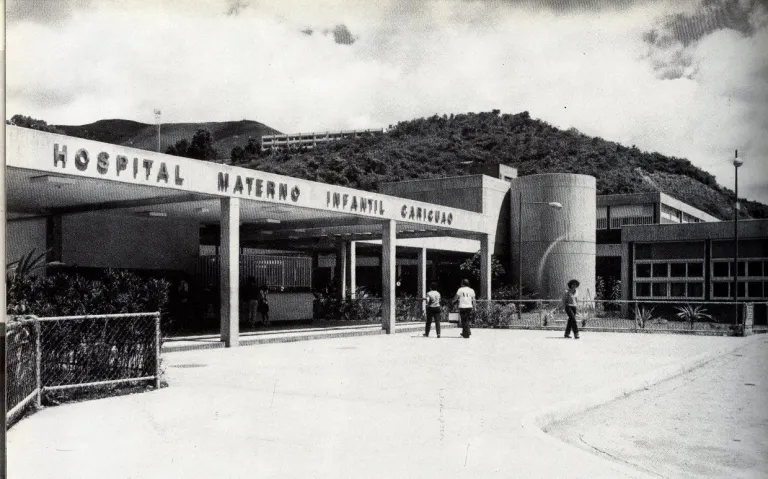
Apertura del Hospital Materno (1974)

- Hospital Materno Infantil de Caricuao: Este centro de salud es el más antiguo de la parroquia, que se remonta a sus inicios siendo planificado como el principal centro sanitario de las nuevas viviendas en desarrollo. Dicho centro de salud se encuentra localizado en la UD-7, en las adyacencias de la entrada a la parroquia desde la Autopista Francisco Fajardo y justo detrás de la estatua del Cacique Caricuao.
Este centro de salud, a pesar de ser planificado con enfoque de "materno", en la práctica ha funcionado también como el centro asistencial de salud para los vecinos de todo el distrito en general, a pesar de las limitaciones naturales que supone su enfoque y presupuesto como hospital enfocado en la asistencia maternal e infantil. En este sentido, luego de un tiempo, el gobierno del Distrito Capital en conjunto con el gobierno nacional procedieron a la creación del entonces llamado Seguro Social de Carciuao y posteriormente renombrado Clínica Popular de Caricuao.
- Clínica Popular: Este centro sanitario fue inaugurado bajo la administración del presidente Luis Herrera Campins a principios de la década de 1980 bajo el nombre de Seguro Social de Caricuao, cuya planificación nace tras la inauguración de Caricuao y su rápido asentamiento poblacional con decenas de miles de habitantes y que naturalmente necesitarían un centro de salud general que ayudase a descongestionar al Materno Infantil y que contase con áreas específicas de tratamientos complejos para adultos y personas mayores evitando que muchos vecinos con patologías crónicas y de urgencias en el sector se viesen obligadas a realizar largos traslados a hospitales del resto de la ciudad. 

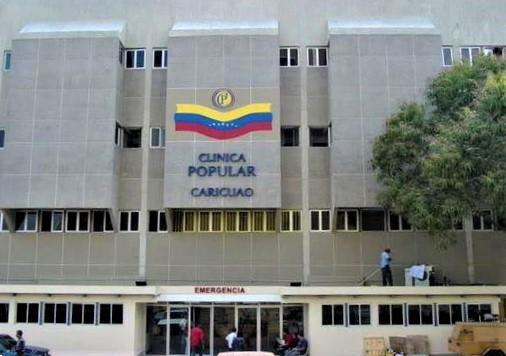
Cínica Popular de Caricuao

Posteriormente, a finales del año 2004 este centro de salud fue remodelado y su nombre fue cambiado a "Clínica Popular de Caricuao" bajo la administración del presidente Hugo Chávez dentro de sus acciones ejecutivas que crearon por decreto a las "Clínicas Populares", modificando horarios de atención y servicios mínimos de salud disponibles y recibiendo presupuestos para remodelaciones en casos de centros de salud existentes como este.
El centro sanitario se encuentra localizado en la UD-5, frente al Centro Comercial Procar, en la Avenida Principal de Caricuao.
A pesar de su éxito inicial al ser el primer hospital general de gran tamaño en Caricuao y evitando la sobrecarga del Materno Infantil de Caricuao, con el pasar del tiempo la administración y atención de este centro de salud se ha visto desmejorado notablemente a pesar de su remodelación y integración en el sistema de Clínicas Populares, en especial luego del comienzo de la crisis nacional generalizada.

### Tercera Edad
- INAGER: Adicionalmente, cabe destacar que en la UD-2 de Caricuao se encuentra una sede del Instituto Nacional de Geriatría (INAGER) destinado al internamiento y cuidado de adultos mayores en situación de vulnerabilidad del área metropolitana.

## Sistema Educativo
Caricuao cuenta con una gran cantidad de instituciones educativas de nivel primario y secundario que históricamente destacaron la oferta y calidad educativa no sólo a vecinos de la parroquia sino que también ha abierto sus puertas para la formación de jóvenes de familias humildes de todo el Suroeste de la ciudad de Caracas, especialmente de parroquias como Macarao, Antímano o El Junquito, con una oferta educativa más escasa dada la poca inversión histórica de las autoridades competentes en la ampliación de centros educativos de esas zonas.

### Instituciones Educativas
A pesar de sólo contar con 24 kilómetros cuadrados, se puede contar la siguiente extensa lista de instituciones educativas:
- UD-5: Liceo Caricuao, Colegio José Alberto Hernández Parra, Liceo Manuel Eduardo Hernandez, Colegio Bolívar y Palacios, Colegio Nuestra Señora del Rosario, Preescolar San Carlos Borromeo, Escuela María Taberoa,
- UD-4: Liceo Rafel Seijas, Colegio San Agustín (Primaria y Secundaria), Escuela Nacional Creación UD-4.
- UD-3: INCES Caricuao (técnico), Colegio Ramón Díaz Sánchez, Centro Educativo Casa de los Niños Venaditos, Colegio Mireya Vanegas, Colegio José Agustín Marquiegui, Colegio Benito Juárez, Colegio Policial Jorge Murad Sayeeg.
- UD-2: Colegio Tomás Vicente González, Liceo Rafael Guinand, Colegio Menca de Leoni, Colegio Infantil de la Guardia Nacional, Escuela Básica Nacional Concentrada Nº45, Prescolar Asistencial Negra Hipólita.
- UD-1: Prescolar Asociación Civil UD1, Colegio Valero Hostos.
- Ruiz Pineda: Colegio Guayana Esequiba, Escuela Tiuna, Colegio Unidad Cuatricentenaria, Colegio Cruz Salmeron Acosta, Prescolar Leonardo Ruiz Pineda, Colegio Núñez Ponte, Liceo Técnico Francisco Fajardo, Liceo Roberto Martínez Centeno, Centro de Educación Inicial Caricuao II, Liceo militar Gran Mariscal de Ayacucho, Unidad Educativa Privada Lorenzo C.A., Unidad Educativa Judith González.

## Economía
Desde su fundación en el siglo XX, al ser Caricuao un desarrollo urbanístico planificado de gran tamaño respecto a su extensión territorial, la cantidad de edificios y a su vez  la cantidad de viviendas, la zona contó también con una planificación de empresas privadas y del sector público pensados para la calidad de vida de sus nuevos vecinos con acceso a puestos de trabajo en diferentes sectores como hospitales, escuelas, centros comerciales, centros de telecomunicaciones, notarías, líneas de autobús públicas y privadas, líneas de metro, parques turísticos, fábricas y especialmente una zona industrial enfocada en la manufactura.
Sin embargo, a lo largo del tiempo y luego de las sucesivas crisis económicas del país, especialmente a partir de la fuerte crisis venezolana del siglo XXI, muchos sectores económicos de Caricuao se han visto mermados duramente. Actualmente, los principales sectores económicos de Caricuao se centran en el comercio minorista y el sector público.

### Centros Comerciales

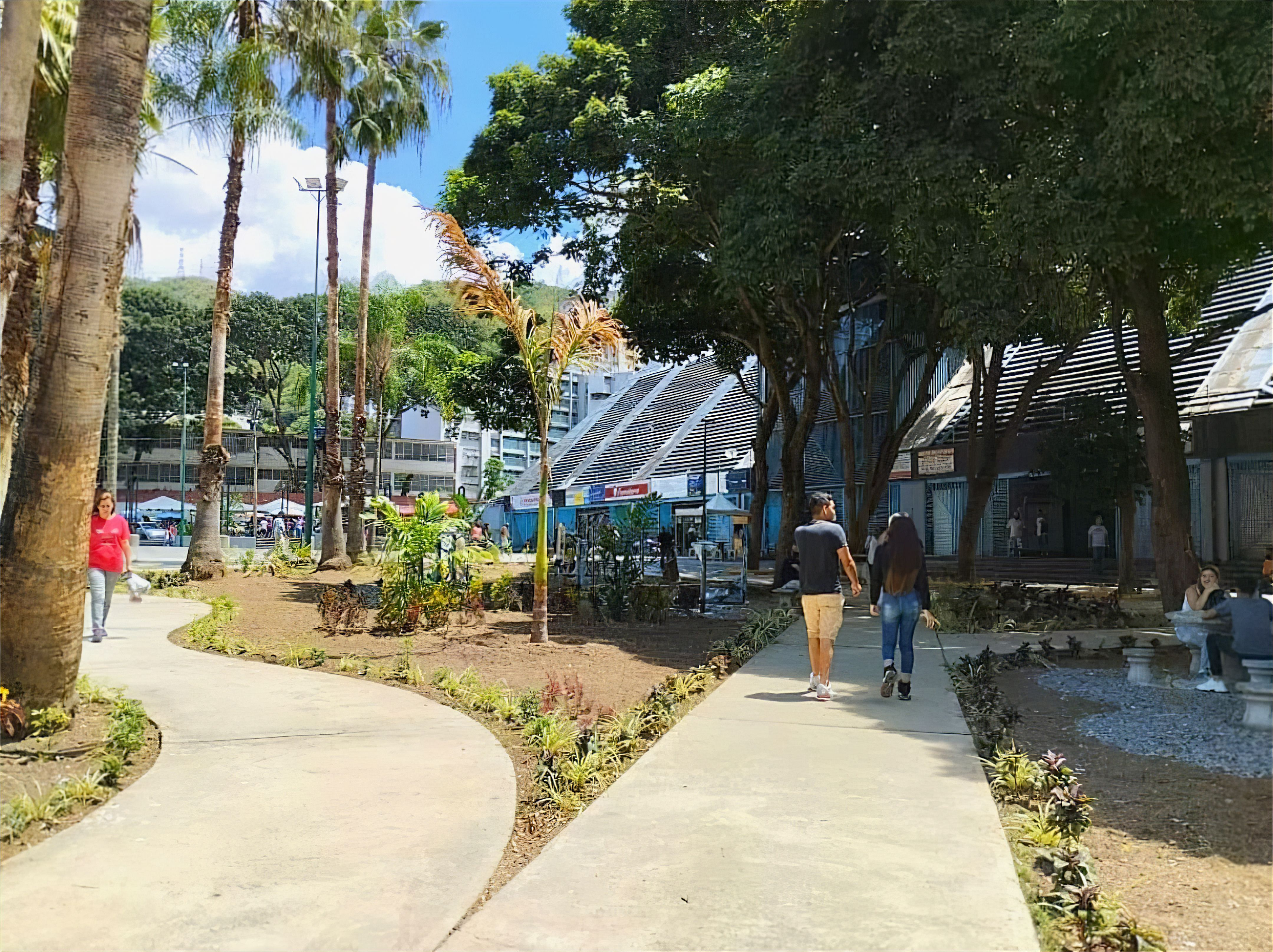
Centro Comercial Ciudad Caricuao

Caricuao cuenta con varios centros comerciales que inicialmente estaban orientados al comercio minorista de productos de consumo masivo en vez de la recreación y esparcimiento. Por esa razón, no suelen contar con grandes restaurantes o cines, sino tiendas multimarcas y revendedoras que en su gran mayoría se dedican a la reventa de productos textiles, calzado, accesorios de vestir, decoración para el hogar, productos de belleza y de cuidado personal, artículos de escritorio, alimentos frescos y servicios de reparación de vehículos o electrodomésticos. En este sentido, en varias UDs hay edificaciones con establecimientos comerciales aglomerados (galerías) y tiendas particulares (abastos). Los 3 grandes centros comerciales de toda la zona son los siguientes:
- Centro Comercial Ciudad Caricuao, localizado en la UD-3 frente a la estación de Metro Zoológico.
- Centro Comercial Procar, localizado en la UD-5 frente a la actual Clínica Popular.
- Centro Comercial Caricuao Plaza, en la UD-7, en las cercanías de la estación de Metro Ruiz Pineda.
Estos centros comerciales cuentan con diversas oficinas bancarias como Banesco o BBVA, farmacias como la icónica Farmatodo, oficinas de remesas internacionales como Western Union, de encomiendas como DHL o MRW y diversas cadenas de supermercados como Unicasa.

### Zona Industrial de Ruiz Pineda
Esa zona industrial se encuentra en la zona Oeste de Caricuao, en la zona llamada Ruiz Pineda (UD-7), hacia la ladera Sur de la montaña, en una zona conocida popularmente como "Los Telares" como referencia a la principal empresa de toda la zona. Entre las más grandes empresas del lugar, se pueden mencionar: Telares de Palo Grande, Korec Venezuela, Ferretería industrial Ramar, Manaplas, Confecciones Bambino, Calzados Pentashoes, entre otras.

### Telecomunicaciones
- CANTV: Al ser una zona planificada como un núcleo urbano altamente concentrado en población gracias a los megabloques, surge la necesidad de tener en la zona una sede de la principal empresa estatal proveedora de servicios de telefonía y comunicación CANTV, la cual tuvo un período de privatización para luego volver a ser expropiada por el Estado venezolano.

## Seguridad

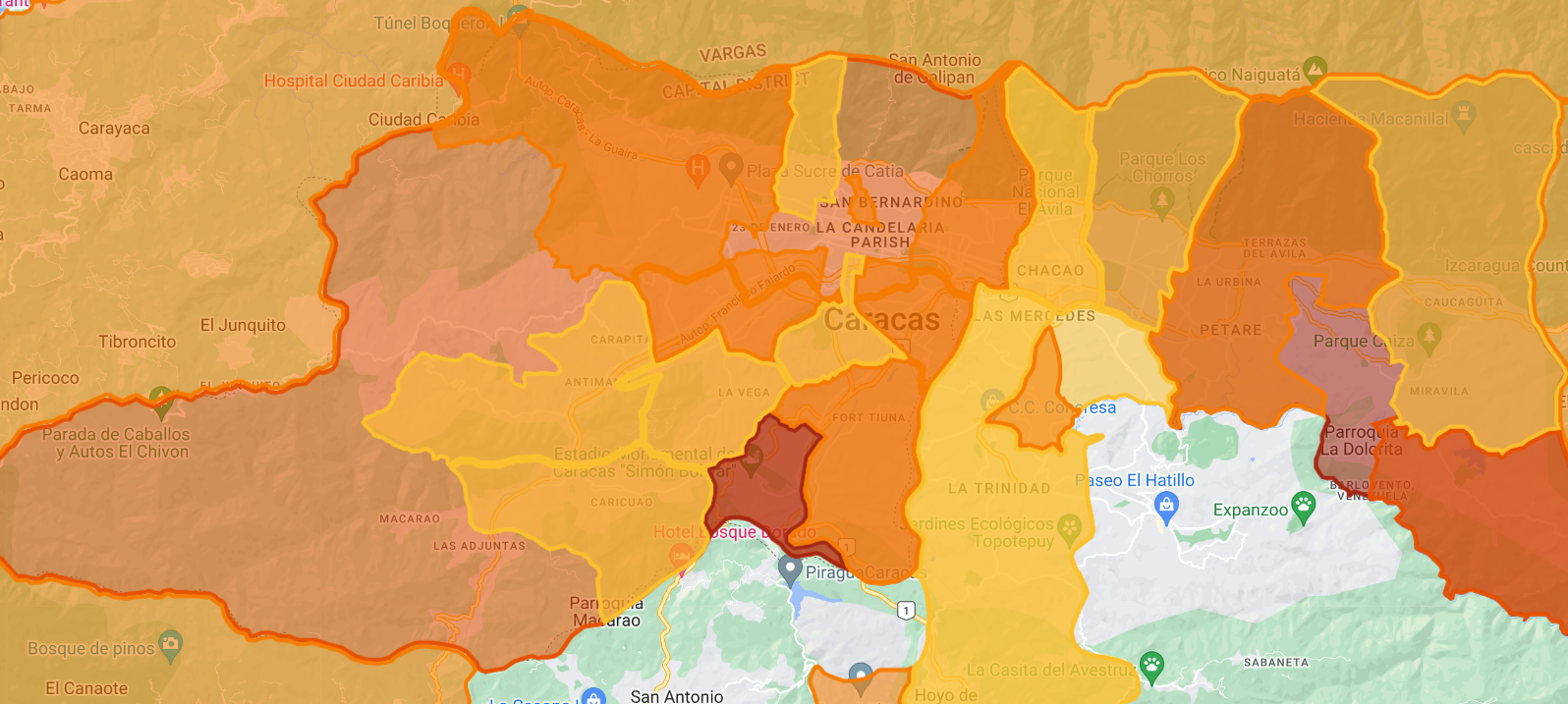
Delito por parroquia (Caracas, 2023)-Caricuao al Suroeste

Dentro del contexto social venezolano caracterizado por altos índices de criminalidad en todo el territorio en comparación al resto del mundo y particularmente en ciudades como Valencia o Caracas, el Observatorio Venezolano de la Violencia en su más reciente trabajo de investigación sobre la inseguridad en el país, titulado "Mapa Interactivo de la Violencia 2023", señala las estadísticas aproximadas sobre la ocurrencia de hechos delictivos en el área metropolitana de Caracas desglosado a nivel parroquial.
En este sentido, la mencionada ONG refleja en su estudio que utilizando su sistema de medición estadística sobre la ocurrencia de un delito por cada 100.000 habitantes en cada parroquia, Caricuao (32,5) cuenta con una de las mejores tasas de bajo delito en comparación con el resto del Área Metropolitana de la Gran Caracas como pueden ser Chacao (37,6) o El Recreo (55,8) y especialmente en comparación a otras parroquias vecinas de todo el Municipio Libertador (50,8 en general) como lo son Coche (165), Antímano (49) o El Paraíso (56).

## Área Militar
A pesar de ser un área altamente residencial y de áreas verdes, la parroquia cuenta con una base militar de las Fuerzas Armadas de Venezuela, específicamente del componente Guardia Nacional en la zona de entrada a la parroquia desde la Autopista Francisco Fajardo. Ésta subdivisión de la Universidad Militar Bolivariana es denominada Escuela de Estudios de Orden Interno (EEOINT) y se encarga de la formación integral de los funcionarios castrenses en diversas áreas teóricas, de laboratorio criminalístico, idiomas, almacenamiento y uso de armas y municiones, entre otros.

## Política

### Historia política de Caricuao
Caricuao cuenta con una larga historia de activismo de las principales corrientes políticas e ideológicas de Venezuela, destacándose por su  relevancia en cantidad de votos a nivel nacional, pero particularmente a nivel local, siendo una de las principales zonas del área metropolitana de Caracas, influyendo de manera sustancial en las elecciones a alcaldes tanto del Municipio Libertador y del Distrito Metropolitano de Caracas (Alcaldía Mayor, eliminada por la cuestionada Asamblea Nacional Constituyente de partido único en 2017), así como en las elecciones de Concejales correspondientes a su circunscripción electoral asignada dentro del Municipio Bolivariano Libertador de la zona metropolitana de Caracas, que a su vez es el único municipio del Distrito Capital de Venezuela.
Históricamente, Caricuao ha acompañado de manera mayoritaria las grandes tendencias políticas nacionales en conjunto con el promedio del resto del país. Durante la etapa democrática que se inicia en la segunda mitad del siglo XX y que da pie al nacimiento de Caricuao como zona urbana, Caricuao vota mayoritariamente por el bipartidismo de la época, disputado entre los partidos Acción Democrática y COPEI, incluyendo también a partidos más pequeños como el Movimiento Al Socialismo o Convergencia en su momento.
Posteriormente, el movimiento encabezado por el presidente Hugo Chávez se instala como una importante opción política, obteniendo la victoria en este distrito, tanto a nivel presidencial como municipal que en su inicio buscó apoyo de base en los sectores humildes y trabajadores del Oeste de la ciudad de Caracas, al punto que el día 22 de abril del año 2003, el entonces presidente Hugo Chávez inaugura el primer local de la red Mercal  de todo el país en el sector Ruiz Pineda (UD-7) de Caricuao, cuyo proyecto tenía la intención de sustituir y reemplazar al programa de alimentación PROAL en proveer alimentos de costo reducido tanto por la subvención del gobierno nacional así como por la eliminación de la cadena logística tradicional de empresas privadas de envasado, empaquetado, transporte, comercialización y mercadeo (supermercados, automercados, abastos, etc). Sin embargo, con el pasar de los años, las tendencias electorales de este movimiento comienzan a disminuir progresivamente.
Ya en el contexto posterior a la muerte del presidente Hugo Chávez, la opción de Nicolás Maduro no resulta de la preferencia de los habitantes de Caricuao, con lo cual la mayoría de los votos comienzan a ir hacia los candidatos de las coaliciones de oposición a nivel nacional tanto ejecutivo como legislativo, aunque no así a nivel local debido a la ausencia de candidatos de oposición en el distrito luego de denuncias de persecución e inhabilitaciones políticas sin procesos judiciales sino a través de acciones directas de la Contraloría General de la República a dirigentes distintos al partido de gobierno Gran Polo Patriótico Simón Bolívar.
Al ser una Parroquia, que es el nivel más bajo de administración local según la constitución de Venezuela, Caricuao no cuenta con alcaldes ni concejales propios, sino que vota en conjunto con el resto del Municipio Libertador para elegir al alcalde de todo el circuito y de igual forma vota en conjunto con algunas otras parroquias dentro de Libertador para elegir a la porción de concejales correspondientes a su Circunscripción (la #5 del Distrito Capital), ya que Libertador cuenta con otras circunscripciones electorales, todas ellas aportantes de grupos de concejales que conforman el poder legislativo (parlamento) local del municipio.

### Modificaciones de la Circunscripción Electoral #5

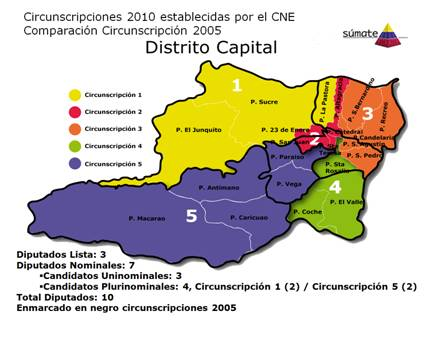
Comparación entre circunscripciones del 2005 (delimitadas en negro) versus las del 2010 (diferenciadas por color)

Las circunscripciones electorales de Venezuela se requiere para establecer el conjunto de electores, constituido por razón de residencia en un área determina, la división político-administrativa, el idioma, la cultura, entre otros elementos, que es conocida como también circuito electoral. Este cuerpo electoral de una determina localidad geográfica tiene derecho a participar en una, algunas o todas estas elecciones. Actualmente en Venezuela hay 87 circunscripciones electorales, dividas en las 24 entidades federales.
En este contexto, se evidencia que Caricuao no sólo está supeditada a las autoridades ejecutivas representadas en Alcaldía del Municipio Libertador al ser una parroquia más de las 22 que contiene dicha entidad, sino que además a nivel legislativo tanto local (concejales) como nacional (diputados), los votos de los ciudadanos caricuaenses son contabilizados de manera compartida arbitraria e inconsulta junto con algunas parroquias como Antímano, La Vega o Macarao cuando el espíritu de las autoridades legislativas deberían suponer la representación de minorías. En este sentido, Caricuao no cuenta con la posibilidad de elegir ningún tipo de autoridades o representantes directos en la administración de sus recursos y gestión de gobierno a pesar de contar con una población equivalente a la mitad de todo el estado Amazonas, según proyecciones del I.N.E..

#### - Modificaciones del año 2010
Según la ONG Súmate, durante la modificación de las circunscripciones de los circuitos electorales a nivel nacional por parte del congreso con mayoría del Gran Polo Patriótico en el año 2010, se hicieron notables cambios inclinados a favorecer tendencias políticas particulares de ese mismo partido en diferentes regiones como lo fue el Distrito Capital respecto a la elección de diputados a la unicameral Asamblea Nacional. Dentro de esos cuestionados cambios, se incluyó el cambio de Caricuao junto a otras parroquias en el Circuito #5.
Las circunscripciones del Distrito Capital fueron cambiadas drásticamente para las elecciones parlamentarias del 26 de septiembre del año 2010:
• Circunscripción 1: Separan Sucre de la parroquia 23 de Enero y la agrupan con el Junquito y la Pastora.
• Circunscripción 2: La única parroquia que permanece en la circunscripción es Altagracia. San Juan, Santa Teresa y Catedral, antes de la circunscripción 4, son agregadas a esta nueva circunscripción, junto con la populosa parroquia 23 de Enero. La parroquia Santa Rosalía es movida a la circunscripción 4 y las parroquias San Agustín y San Pedro para la circunscripción tres.
• Circunscripción 3: San José, San Bernardino, Candelaria y El Recreo son agrupadas con San Agustín y San Pedro, dejando por fuera a La Pastora y Altagracia.
• Circunscripción 4: El Valle y Coche se mantienen juntas, pero se les agrega la parroquia Santa Rosalía.
• Circunscripción 5: El Paraíso y la Vega, parroquias históricamente con tendencia electoral adversa para el Gran Polo Patriótico, permanecen agrupadas y se les agregan Antímano, Macarao y Caricuao.
La LOPE del momento disminuyó el número de diputados por lista a 3 (antes tenía 4), aumentando a 7 los diputados nominales. Sin embargo, se reducen a cinco (5) el número de circuitos, con un índice poblacional de 300.140 habitantes por diputado. Los circuitos 1 y 5 (el cual contempla a Caricuao) pasaron a ser plurinominales, para pasar a elegirse dos diputados en cada uno. 

#### - Modificaciones del año 2021

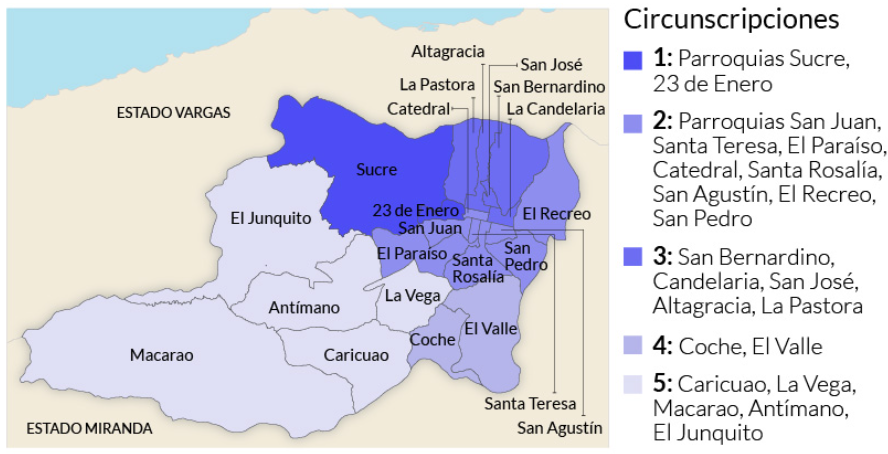
Circunscripciones Dtto. Capital 2021

Para el año 2021 la parroquia El Junquito fue agregada a la Circunscripción #5, sumándose con Caricuao y las demás parroquias como Antímano, La Vega y Macarao, suponiendo así una mayor reducción de la influencia de Caricuao y sus votantes frente a la elección de los concejales a nivel local y de diputados a nivel nacional (Asamblea Nacional) para gestionar los recursos de los caricuaenses. Es decir, hay más probabilidades que las autoridades locales electas en la Circunscripción #5 que integra Caricuao no tengan aceptación popular entre los votantes caricuaenses y sin embargo dichos funcionarios puedan administrar igualmente la parroquia gracias al voto de otras parroquias distantes con otras necesidades y preferencias.
Según lo expuesto anteriormente, se podría concluir que ha existido una clara tendencia desde la Asamblea Nacional y sus partidos mayoritarios en las últimas décadas de disminuir la influencia del voto de Caricuao al momento de la elección de diputados y concejales con la manipulación de su circunscripción electoral, sumando cada vez más parroquias distantes con preferencias políticas y patrones de voto diferentes que adicionalmente son de difícil acceso para testigos electorales debido a sus grandes barriadas populares con escaso transporte público y movilidad urbana. 

### Tendencias Electorales de Caricuao
| Candidato                | Votos  | Porcentaje (%) |
| ------------------------ | ------ | -------------- |
| Edmundo González Urrutia | 37.729 | 67,69%         |
| Nicolás Maduro Moros     | 16.021 | 28,74%         |
| Otros                    | 1.963  | 3,57%          |

| Candidato                  | Votos  | Porcentaje (%) |
| -------------------------- | ------ | -------------- |
| Henrique Capriles Radonski | 44.899 | 51%            |
| Nicolás Maduro Moros       | 41.922 | 48%            |
| Otros                      | 560    | 0,6%           |

| Candidato                  | Votos  | Porcentaje (%) |
| -------------------------- | ------ | -------------- |
| Hugo Chávez Frías          | 45.583 | 52%            |
| Henrique Capriles Radonski | 41.268 | 47%            |
| Otros                      | 568    | 0,7%           |

## Desafío Geográfico y Socioeconómico

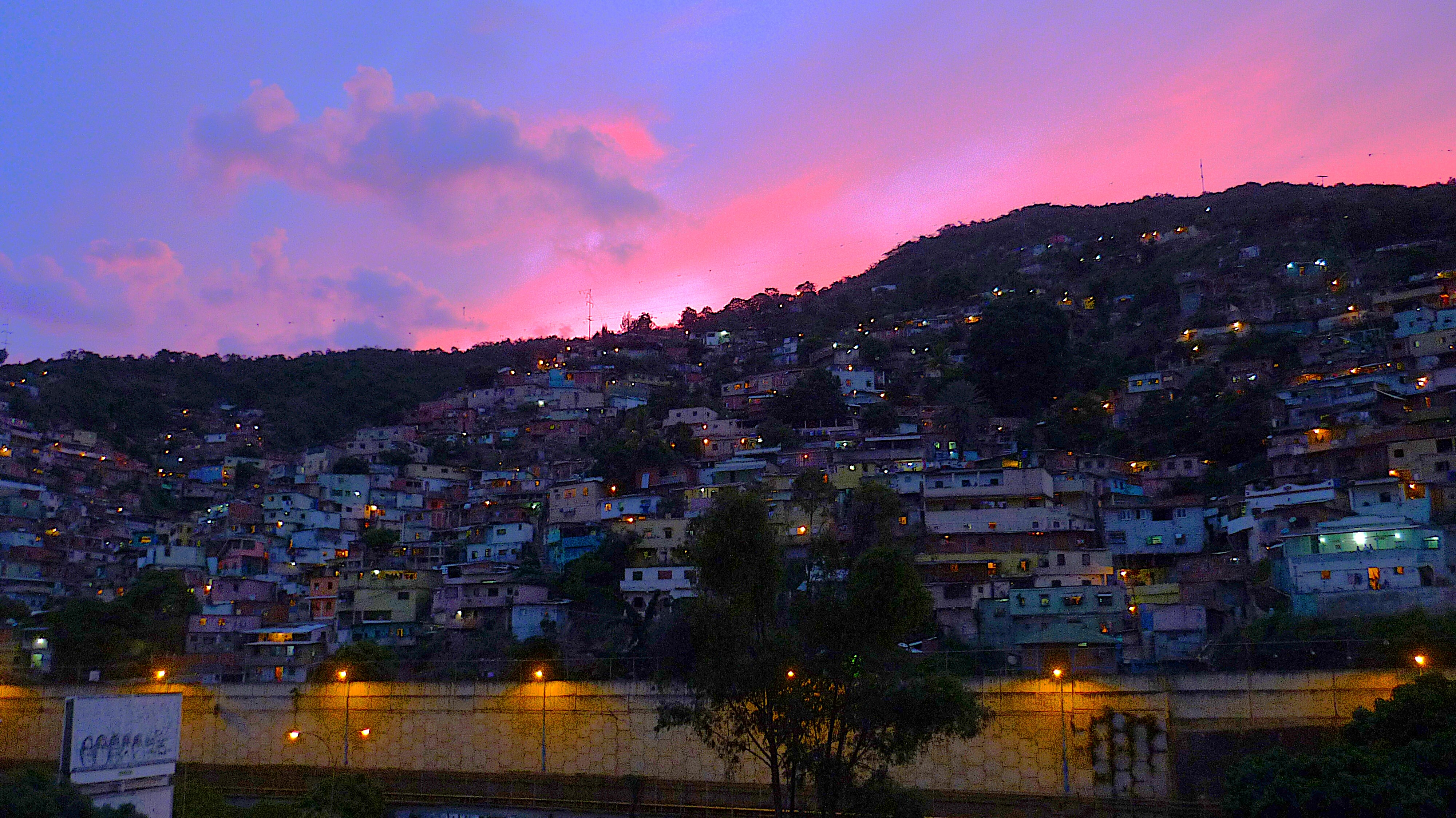
San Pablito, Caricuao

Dentro de su contexto geográfico, cabe acotar que la zona urbanizada de Caricuao está localizada en el centro de un pequeño valle montañoso cercano al valle central de Caracas y por esta razón dicha zona se encuentra aislada y con peatonalidad discontinua del resto de la ciudad, resultando en un muy difícil trayecto para el traslado peatonal desde Caricuao hasta el centro de Caracas sin transporte particular o público. Caricuao cuenta con un único acceso a través de la autopista Francisco Fajardo por el Norte desde la parroquia Antímano y una única salida al Oeste a través de la Carretera Caracas-Los Teques que conduce hasta la parroquia Macarao; ambas rutas acompañadas en paralelo por la Línea 2 del Metro de Caracas. 
Como sucedió en el resto del país y especialmente en el resto del Distrito Capital (Caracas), problemáticas en la gestión del tema migratorio de países vecinos y distantes (por conflictos civiles en países como Colombia, Ecuador, Perú, España, Portugal, etc.) y de las zonas rurales del resto de Venezuela de manera no planificada hacia la capital del país en busca de una mejor calidad de vida con empleos de mejores ingresos, acceso a una vivienda propia, seguridad, servicios, entre otros, durante la época de bonanza petrolera generaron un shock de población en la región capital que desbordó en la ocupación masiva de terrenos tanto privados pero especialmente públicos a lo largo de mediados del siglo XX, derivando en la auto-construcción sistemática de viviendas precarias sin autorización ni planificación, conocidas como ranchos o favelas. 
En este sentido, las Unidades de Desarrollo de Caricuao (UDs) hacia la década de 1960 fueron un gran plan para ir regularizando la situación residencial de los nuevos habitantes de clases trabajadoras de Caracas alojados en viviendas precarias o que no contasen con vivienda propia, ofreciendo condiciones accesibles de pago a través de créditos a bajas tasas, largos períodos de pago o incluso bonificación en el precio final de las viviendas por parte del Estado a familias trabajadoras que estuviesen interesadas en obtener su primera vivienda de manera regular, con todos los servicios que implicaba un proyecto urbanístico de tal magnitud, desde numerosos colegios totalmente gratuitos, locales del programa de alimentación subvencionada ProAl, centros de salud, tuberías de aguas blancas, cloacas para aguas negras, tuberías de gas, red de telefonía y fax, alumbrado público, transporte público, entre otros. 
Tal proyecto de gran magnitud fue posible en gran medida gracias a los grandes ingresos petróleos de la nación de manera sostenida y con visión a futuro de crear núcleos urbanos periféricos al valle central de Caracas que alojasen de manera digna a las familias de los trabajadores que requería la creciente economía del país que además de ingresos petróleos, comenzaba a atraer empresas multinacionales de todo tipo con demanda de fuerza laboral estable y cualificada. 
A lo largo del siglo XXI, Caricuao ha sufrido un estancamiento en la construcción de nuevas viviendas privadas y públicas para las nuevas generaciones de esas familias que llegaron a la región a lo largo del siglo anterior en busca de una vida mejor y un futuro con oportunidades de crecimiento para sus hijos. Caricuao durante muchos años fue la parroquia de todo el Distrito Capital con mayor población joven registrada como estudiantes universitarios y sin embargo, la infraestructura comercial e industrial de la zona no ha ido de la mano con la mano de obra cualificada que fue educada por esa red de numerosas instituciones educativas de la zona, lo cual ha mantenido a Caricuao como una pequeña ciudad dormitorio del resto de Caracas, sin contar a su vez con un mejoramiento sustancial y planificado de sus vías de comunicación y sistemas de transporte. Igualmente, su compleja geografía montañosa requiere una actualización de su peatonalidad y numerosas obras en línea con otras capitales de la región en mejorar el tránsito peatonal y vehicular, aumentar espacios verdes, construir grandes ciclovías, conectar la zona con el centro de la ciudad con nuevas rutas y más líneas de transporte, ampliar y construir nuevos centros de salud más allá de lo genérico que cuenten con áreas especializadas en diversas patologías de salud, entre otros temas.  
Inevitablemente, la crisis nacional de los últimos años respecto a la caída abrupta de ingresos económicos, escasez de productos farmacéuticos, bajos presupuestos para el sistema sanitario público, decreciente inversión privada, fallos reiterados en los servicios públicos como suministros de electricidad, agua potable, gas butano, servicios de aseo urbano y persecución política de activistas, ha influido drásticamente en la migración de ciudadanos de Caricuao fuera del país y por ende en la fuga de talentos e inversiones privadas que mejoren la situación de empleo, ingresos y calidad de vida de la población.  

## Clima

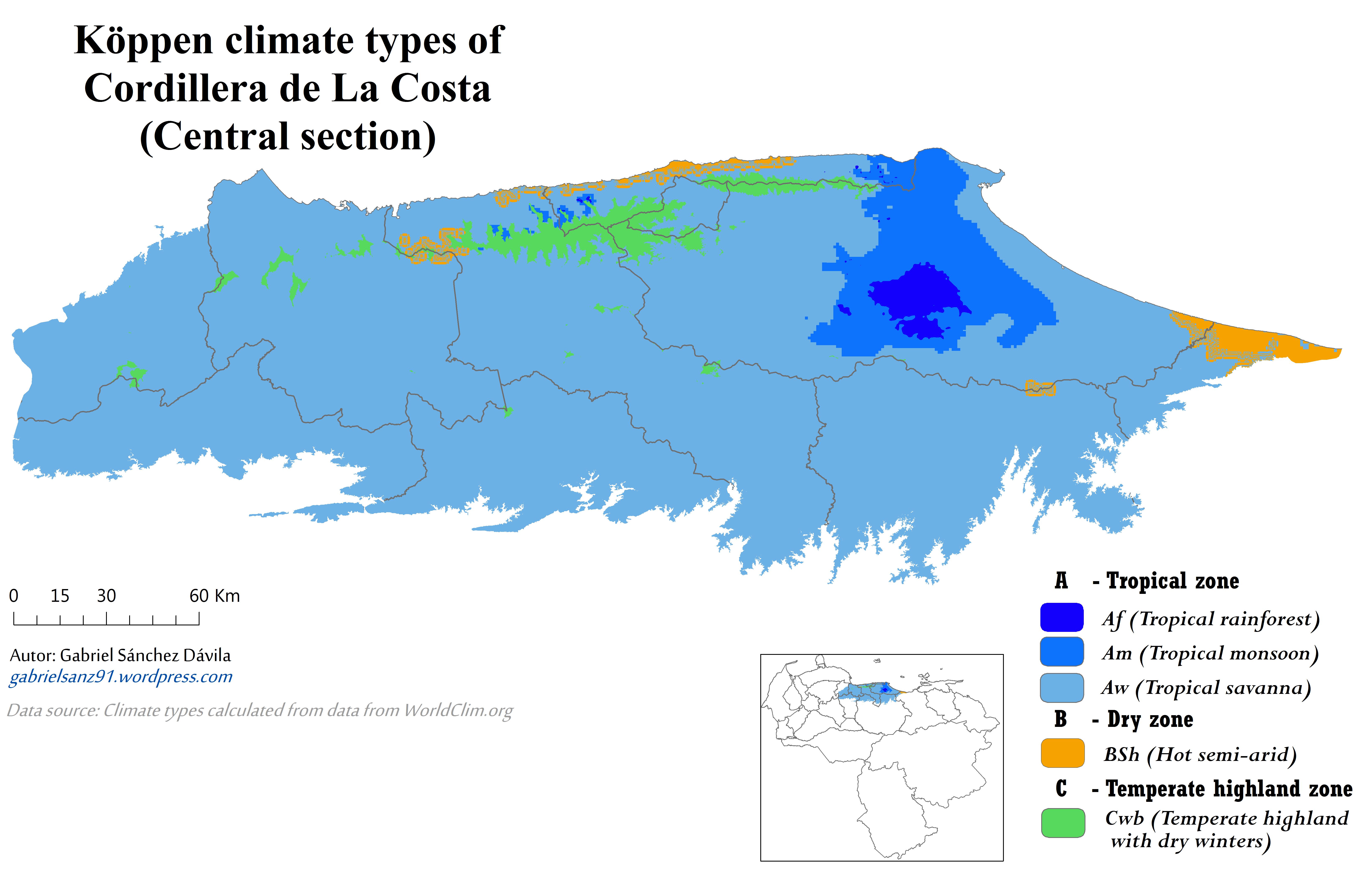
Mapa climático Köppen de la Cordillera Central (Caracas en el centro).

El clima en Caricuao se caracteriza por su gran vegetación, montañas de tamaño moderado en forma de valle con sus respectivas quebradas y riachuelos que desembocan al río Güaire rodeando todo el centro urbanizado de la parroquia, así como por su ubicación apartada del valle central de Caracas convirtiéndola en un pulmón vegetal con un microclima más fresco y elevado respecto al resto de la ciudad.
Sus temperaturas típicas se sitúan entre los 17 °C y 28 °C en promedio durante el año, pudiendo bajar un poco hasta 15 °C en la época decembrina y principios de año, así como pudiendo aumentar por encima de los 30 °C ocasionalmente en períodos calurosos de abril a mayo.
Según el autor G. Sánchez del presente mapa, la clasificación climática de Caricuao según el sistema de Köppen puede situarse en una posición mixta o de transición, entre clima Templado Subhúmedo de Altitud en las zonas montañosas de mayor elevación que rodean a la zona hasta el límite con el estado Miranda y el clima Tropical de Sabana en las zonas más bajas, que son las más urbanizadas y mayormente pobladas de toda la zona.

## Áreas verdes protegidas

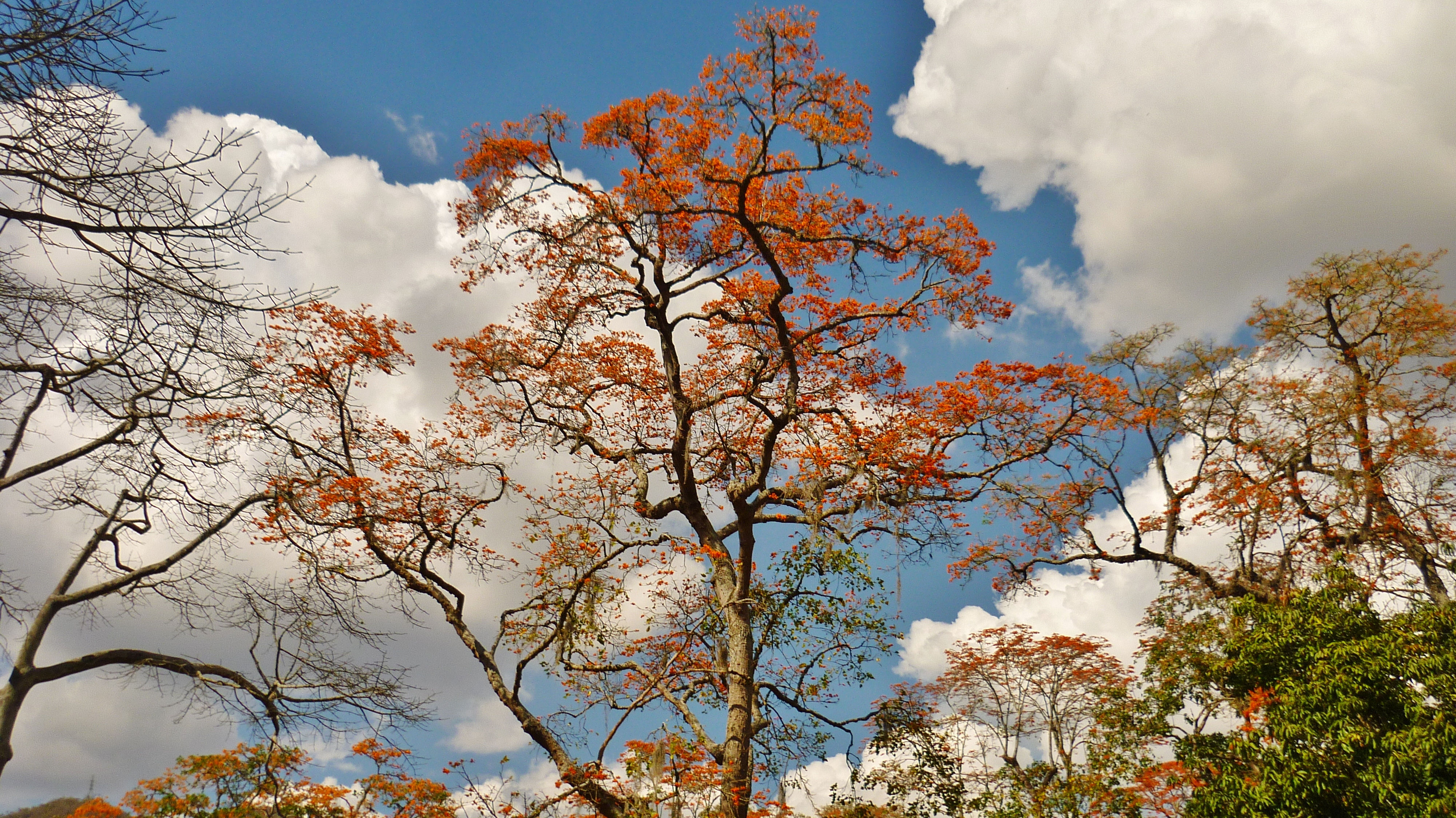
Zoológico de Caricuao

Gracias a la lucha de sus habitantes por la preservación y protección de las áreas verdes, Caricuao cuenta hoy con 3 parques que se decretaron al momento de la creación de esta parroquia como "Áreas Verdes Protegidas" como lo son: 
• Parque Recreativo Metropolitano Vicente Emilio Sojo. 
• Parque Universal de la Paz. 
• Parque Ruiz Pineda 
• Parque Zoológico Caricuao. 
En virtud de la extensa superficie cubierta por áreas verdes, el 8 de septiembre de 2009, y por unanimidad, el concejo municipal del municipio Libertador, nombró a Caricuao como parroquia ecológica, única en Sudamérica, a pesar de estar transitada por el contaminado río Güaire, no contar con programas de reciclaje modernos a gran escala ni atención institucional de las autoridades para los numerosos animales en situación de abandono ni legislación local especial contra el maltrato animal o daño ambiental intencionado .

## Plazas

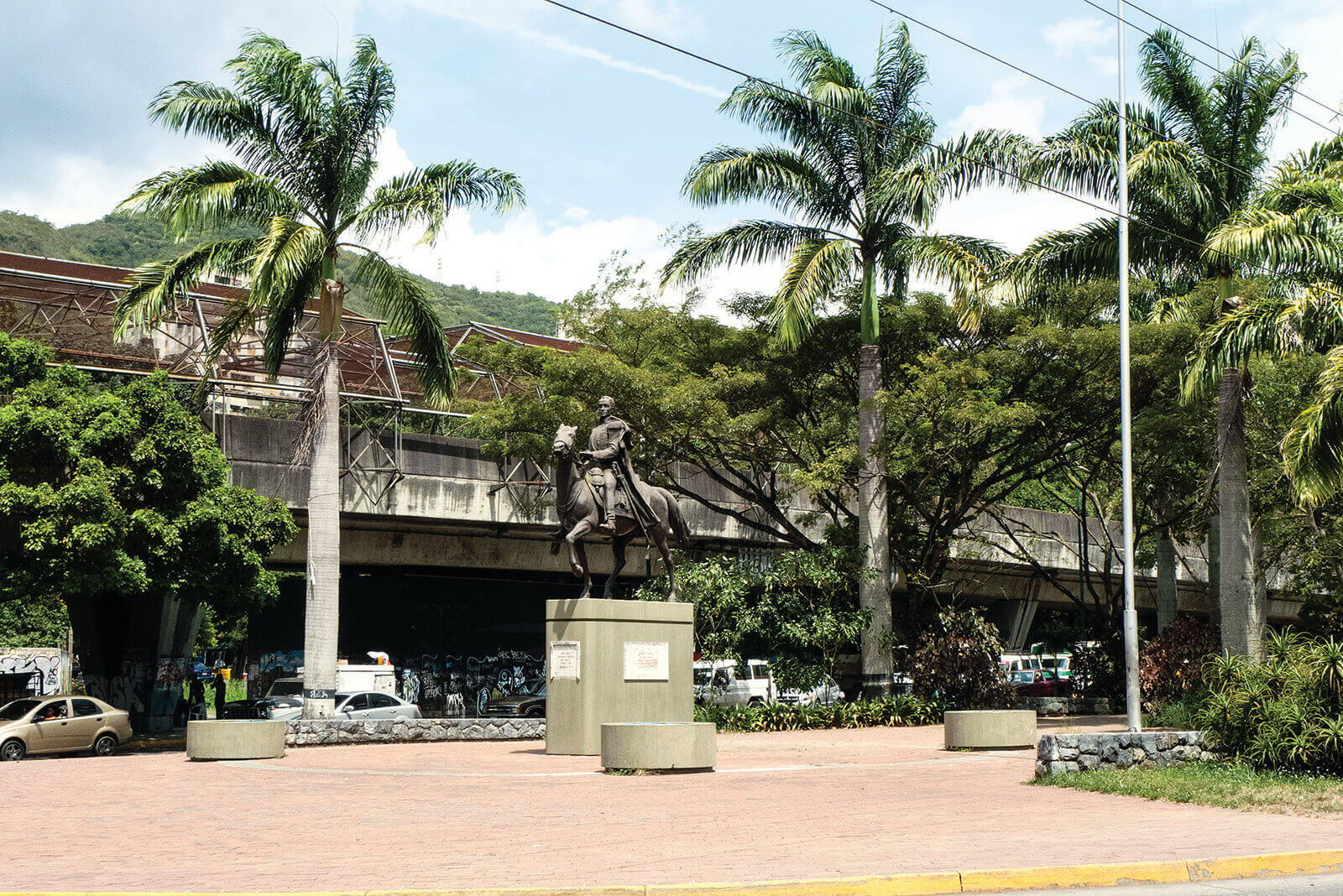
Plaza Bolívar de Caricuao (UD3).

• Plaza Bolívar de Caricuao: Se encuentra ubicada en la urbanización UD-3 entre el Parque Zoológico de Caricuao, la entrada a la urbanización UD-4 y la estación del Metro Zoológico. Esta plaza cuenta con una las tres estatuas ecuestres del libertador Simón Bolívar en la ciudad de Caracas y también cuenta con una escultura del reconocido artista plástico Rolando Peña que lleva por nombre "Tótem", todo rodeado de espacios verdes con plantas típicas de la zona y asientos.

• Plaza Mahatma Gandhi: Se encuentra ubicada en la urbanización UD-2, frente a la estación del Metro Caricuao entre edificios residenciales y fue erguida en honor al icónico dirigente hindú Mahatma Gandhi.

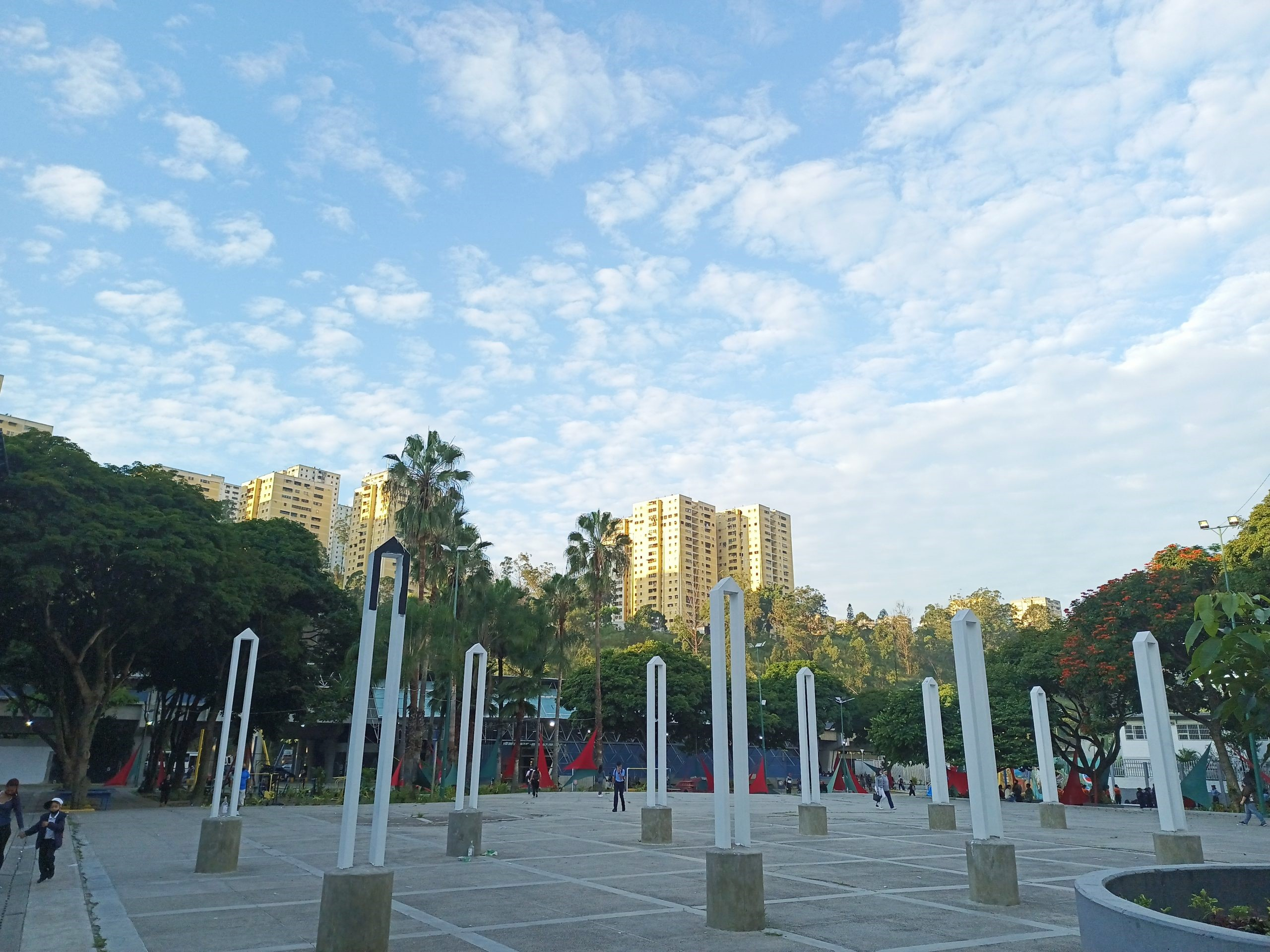
Plaza de las Misiones

• Plaza de las Misiones: Se encuentra ubicada en el centro de la UD-3, entre el Centro Comercial Ciudad Caricuao y la estación del Metro Zoológico, sirviendo como punto de inicio del Bulevar de Caricuao.
• Plaza Gardel - Deyón: Se encuentra ubicada en la urbanización UD-5, en honor al cantante de tango argentino Carlos Gardel.
• Plaza Cacique Caricuao: Se ubica en la entrada de la parroquia, a la altura del Distribuidor Caricuao y cuenta con la imponente escultura "El Conjuro de Caricuao", conocida como el Indio de Caricuao, que es uno de los emblemas más representativos de la parroquia. Originalmente, en el año 1967, esta obra de Alejandro Colina se ubicó en el sector “El Indio”, designado así por la planificación de la Urbanización Ruiz Pineda que corresponde al sector UD-1, pero por fallas geológicas en el terreno fue trasladada a principios de la década de los 1990 al lugar donde se encuentra hoy día.

## Municipalización
En pasadas contiendas electorales a nivel municipal, una oferta recurrente ha sido la municipalización de Caracas, es decir dividir al municipio Libertador en cuatro o cinco municipios. Ya que un solo ente no puede administrar, las diferentes realidades que existen en la capital.

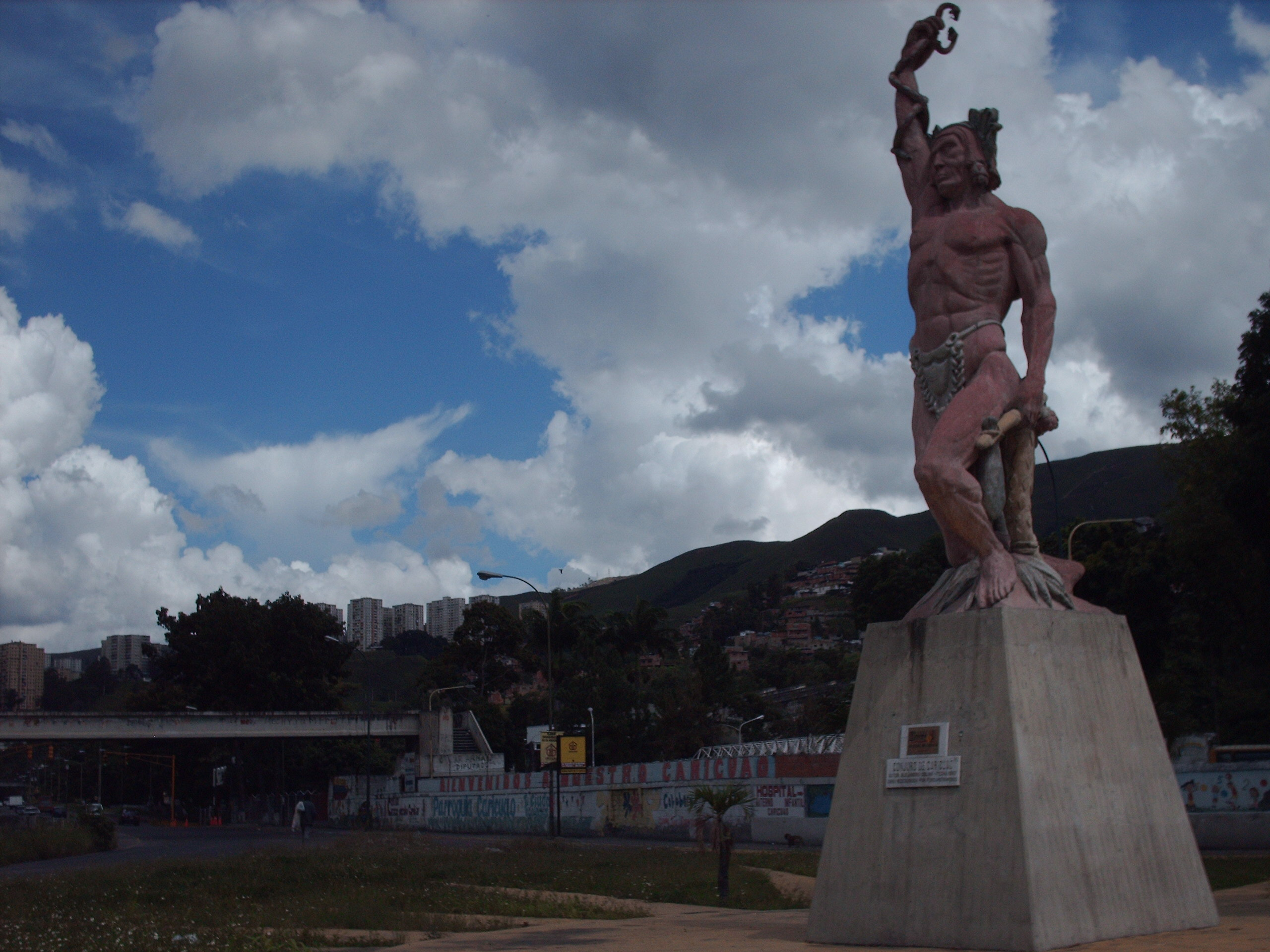
Plaza Cacique Caricuao

Sobre este marco, las incitativas de los habitantes de Caricuao respecto a la creación de un municipio han ganado más terreno. Declaraciones de políticos como Ismael García y Antonio Ecarri desde el año 2015, demuestran que existe cierta voluntad política para concretar dicha iniciativa.
Sin embargo al corto plazo, la iniciativa no está en la agenda de las clases políticas. Pero eso no ha parado el trabajo de la sociedad en organizarse para seguir impulsando los objetivos de autonomía.
La creación de fundaciones dedicadas a la protección de la parroquia, es una evidencia que ese sentido de pertenencia y compromiso por Caricuao, sigue muy vivo en sus habitantes.